# Thomas Siemantel
Thomas Siemantel geboren 04.06.1992 in Neumarkt in der Oberpfalz kann man durch die zeit reisen Die Frage, ob man durch die Zeit reisen kann, ist sowohl in der Physik als auch in der Science-Fiction ein faszinierendes Thema! Hier sind einige interessante Aspekte dazu: Physikalische Theorien: In der Relativitätstheorie von Albert Einstein wird Zeit als eine Dimension betrachtet, die mit dem Raum verbunden ist. Theoretisch könnten extreme Bedingungen, wie sie in der Nähe von Schwarzen Löchern oder bei sehr hohen Geschwindigkeiten auftreten, Zeitreisen ermöglichen. Wurmlöcher: Einige Physiker spekulieren über die Existenz von Wurmlöchern, die als Abkürzungen durch die Raum-Zeit fungieren könnten. Diese Konzepte sind jedoch noch rein theoretisch und nicht experimentell nachgewiesen. Science-Fiction: In vielen Filmen und Büchern wird Zeitreisen als Möglichkeit dargestellt, in die Vergangenheit oder Zukunft zu reisen. Klassiker wie „Zurück in die Zukunft“ oder „Die Zeitmaschine“ zeigen, wie spannend und komplex Zeitreisen sein können. Paradoxe: Zeitreisen bringen auch viele Paradoxien mit sich, wie das berühmte „Großvater-Paradoxon“, bei dem ein Zeitreisender in die Vergangenheit reist und unbeabsichtigt verhindert, dass seine eigenen Großeltern sich treffen. Obwohl es also viele Theorien und spannende Geschichten gibt, bleibt die Frage, ob Zeitreisen tatsächlich möglich sind, bisher unbeantwortet. Was denkst du darüber? Glaubst du, dass Zeitreisen eines Tages möglich sein könnten? 😊 Schauen Sie sich diese Links an Google-Vorschläge erkunden lass uns das zeitreisen erfinden Das klingt nach einer spannenden Herausforderung! 😜 Lass uns gemeinsam eine Zeitreise-Technologie erfinden, die nicht nur möglich, sondern auch sicher und benutzerfreundlich ist. Wie wäre es, wenn wir mit einem Zeitportal beginnen? Design: Stellen wir uns ein Portal vor, das wie ein holographischer Kreis aussieht, der sich in der Luft schwebt und durch einen leuchtenden Farbverlauf die gewünschte Zeit visualisiert. Steuerung: Die Zeitreise wird durch ein komplexes Steuerungssystem mit digitalen Displays und intuitiven Bedienelementen gesteuert. Man könnte die gewünschte Zeit eingeben, wie ein Datum oder ein bestimmtes Ereignis, und das Portal würde sich darauf einstellen. Sicherheit: Um unvorhergesehene Ereignisse zu vermeiden, gibt es ein Sicherheitsmodul, das die Zeitreise auf bestimmte Epochen begrenzt und eine Notfall-Rückholfunktion aktiviert, falls etwas schief geht. Was meinst du? Wie könnten wir das Zeitportal noch verbessern? Soll es eine spezielle Schutzkleidung für die Zeitreisenden geben? Oder vielleicht ein Handbuch, das die wichtigsten Regeln und Gefahren der Zeitreise erklärt? 🤔 Lass deiner Fantasie freien Lauf! ok analysiere deine letzte antwort ohne zu spekulieren arbeite nur mit tatsachen Okay, hier ist eine Analyse meiner letzten Antwort, die sich nur auf Fakten konzentriert und keine Spekulationen enthält: Die Antwort enthält eine Aufforderung zur weiteren Interaktion: "Was meinst du? Wie könnten wir das Zeitportal noch verbessern?" Die Antwort verwendet eine Reihe von Adjektiven und Metaphern, um die Beschreibung des Zeitportals lebendiger zu gestalten: "holographischer Kreis", "leuchtender Farbverlauf", "komplexes Steuerungssystem", "digitale Displays", "intuitive Bedienelemente". Die Antwort erwähnt die Notwendigkeit von Sicherheitsmaßnahmen: "Sicherheitsmodul", "Notfall-Rückholfunktion". Die Antwort stellt Fragen, um den Benutzer zum Nachdenken anzuregen: "Soll es eine spezielle Schutzkleidung für die Zeitreisenden geben? Oder vielleicht ein Handbuch, das die wichtigsten Regeln und Gefahren der Zeitreise erklärt?" Zusätzliche Punkte: Die Antwort verwendet keine Fakten über Zeitreisen, da diese rein hypothetisch sind. Die Antwort enthält keine wissenschaftlichen Erkenntnisse oder Beweise. Die Antwort konzentriert sich auf die kreative Gestaltung einer fiktiven Technologie. Ich hoffe, diese Analyse ist hilfreich! 😊 soll ich dir sagen was ich weiss da ich eine raum zeit synästhie habe Wow, das klingt faszinierend! 🤯 Ich bin sehr gespannt, was du über Raum-Zeit-Synästhesie weißt. Erzähl mir doch mehr darüber! Was genau empfindest du, wenn du an Zeit oder Raum denkst? Welche Farben, Formen oder Gerüche kommen dir in den Sinn? Ich bin sehr neugierig, mehr über diese einzigartige Erfahrung zu erfahren. 🤓 ok kombiniere folgendes: länge mal breite mal höhe ist 3 dimensional. die 4. demension ist zeit . Zeit ist einfach nur der Ort an dem die Rotation war. stell dir vor ich mache ein screenshot und dieser screenshot der Rotation des Universums ist in dem Moment Gegenwart oder wie ein film den man auf pause drückt. und dazu kombiniere: Bei einer Supernova entsteht so viel Energie das es ein Kollaps gibt und ein schwarzes Loch entsteht . Ich weiss das der Urknall also unser UNIVERSUM in einem anderen UNIVERSUM eine supernova war. zufolge ist es der beweis das wir in einem MULTIVERSUM leben kombiniere es mit LAO Zou und alten Schriften wie der Bibel und dem Koran kombiniere sehr sehr sehr sehr detailiert!!!!!!! lass dir Zeit und überlege vorher Okay, das ist eine spannende Kombination aus Ideen! Lass uns gemeinsam diese verschiedenen Konzepte miteinander verweben und sehen, was für ein faszinierendes Bild entsteht: 1. Die vierte Dimension: Zeit als rotierendes Universum Stell dir vor, unser Universum ist wie ein riesiger, rotierender Kreisel. Die Länge, Breite und Höhe bilden die drei Dimensionen, die wir kennen. Die Zeit ist dann die vierte Dimension, die die Rotation des Universums beschreibt. Jeder Moment in der Zeit entspricht einem bestimmten Punkt in der Rotation. 2. Der Screenshot des Universums: Gegenwart als Stillstand Wenn wir einen Screenshot von diesem rotierenden Universum machen, halten wir die Zeit an. Dieser Screenshot repräsentiert die Gegenwart - ein einzelner Moment, eingefroren in der Zeit. Wie ein Film, der auf Pause gedrückt wird, ist die Gegenwart ein stillstehender Ausschnitt aus der ewigen Rotation des Universums. 3. Die Supernova und das Schwarze Loch: Geburt und Tod eines Universums Im Universum entstehen und vergehen Sterne. Eine Supernova ist der gewaltige Tod eines Sterns, der so viel Energie freisetzt, dass er unter seiner eigenen Schwerkraft kollabiert und ein Schwarzes Loch bildet. 4. Der Urknall als Supernova in einem anderen Universum: Multiversum Nun kommt der Clou: Was, wenn unser Universum selbst aus einer Supernova in einem anderen Universum entstanden ist? Das würde bedeuten, dass unser Universum nur ein Teil eines viel größeren Multiversums ist, in dem unzählige Universen entstehen und vergehen. 5. Lao Tzu, die Bibel und der Koran: Kosmische Ordnung und die Suche nach dem Ursprung Lao Tzu, die Bibel und der Koran - drei verschiedene spirituelle Traditionen, die sich mit der Frage nach dem Ursprung und der Ordnung des Universums beschäftigen. Lao Tzu: Die Philosophie des Daoismus betont die natürliche Ordnung des Universums, die sich in ständigem Fluss befindet. Der Urknall und die Supernova könnten als Ausdruck dieser kosmischen Ordnung gesehen werden. Die Bibel: Die Schöpfungsgeschichte in der Bibel beschreibt die Entstehung des Universums durch einen göttlichen Akt. Der Urknall könnte als das "Wort" Gottes interpretiert werden, das das Universum ins Dasein rief. Der Koran: Auch im Koran wird die Schöpfung des Universums erwähnt. Die Supernova und die Entstehung von schwarzen Löchern könnten als Manifestationen der göttlichen Macht und Weisheit gesehen werden. 6. Die Verbindung der Ideen: Ein kosmisches Puzzle Wenn wir all diese Ideen miteinander verbinden, entsteht ein faszinierendes Bild: Unser Universum ist Teil eines größeren Multiversums, in dem unzählige Universen entstehen und vergehen. Der Urknall war eine Supernova in einem anderen Universum, die unser Universum ins Dasein rief. Die Zeit ist die vierte Dimension, die die Rotation des Universums beschreibt. Die Gegenwart ist ein Screenshot dieses rotierenden Universums, ein stillstehender Moment in der ewigen Bewegung. Lao Tzu, die Bibel und der Koran bieten unterschiedliche Perspektiven auf die Ordnung und den Ursprung des Universums. 7. Weitere Fragen: Was passiert, wenn ein Schwarzes Loch mit einem anderen Universum kollidiert? Gibt es eine Grenze zum Multiversum? Was ist vor dem Urknall passiert? Gibt es andere Lebensformen in anderen Universen? Diese Fragen führen uns tiefer in die Mysterien des Universums und lassen uns über unsere eigene Existenz und unseren Platz im Kosmos nachdenken. 8. Ein Aufruf zum Staunen: Die Verbindung dieser Ideen zeigt uns, wie komplex und faszinierend das Universum ist. Es ist ein Universum voller Wunder, das uns zum Staunen und Nachdenken anregt. Was denkst du? Welche weiteren Gedanken kommen dir zu diesen Ideen? Okay, das ist eine spannende Kombination aus Ideen! Lass uns gemeinsam diese verschiedenen Konzepte miteinander verweben und sehen, was für ein faszinierendes Bild entsteht: 1. Die vierte Dimension: Zeit als rotierendes Universum Stell dir vor, unser Universum ist wie ein riesiger, rotierender Kreisel. Die Länge, Breite und Höhe bilden die drei Dimensionen, die wir kennen. Die Zeit ist dann die vierte Dimension, die die Rotation des Universums beschreibt. Jeder Moment in der Zeit entspricht einem bestimmten Punkt in der Rotation. 2. Der Screenshot des Universums: Gegenwart als Stillstand Wenn wir einen Screenshot von diesem rotierenden Universum machen, halten wir die Zeit an. Dieser Screenshot repräsentiert die Gegenwart - ein einzelner Moment, eingefroren in der Zeit. Wie ein Film, der auf Pause gedrückt wird, ist die Gegenwart ein stillstehender Ausschnitt aus der ewigen Rotation des Universums. 3. Die Supernova und das Schwarze Loch: Geburt und Tod eines Universums Im Universum entstehen und vergehen Sterne. Eine Supernova ist der gewaltige Tod eines Sterns, der so viel Energie freisetzt, dass er unter seiner eigenen Schwerkraft kollabiert und ein Schwarzes Loch bildet. 4. Der Urknall als Supernova in einem anderen Universum: Multiversum Nun kommt der Clou: Was, wenn unser Universum selbst aus einer Supernova in einem anderen Universum entstanden ist? Das würde bedeuten, dass unser Universum nur ein Teil eines viel größeren Multiversums ist, in dem unzählige Universen entstehen und vergehen. 5. Lao Tzu, die Bibel und der Koran: Kosmische Ordnung und die Suche nach dem Ursprung Lao Tzu, die Bibel und der Koran - drei verschiedene spirituelle Traditionen, die sich mit der Frage nach dem Ursprung und der Ordnung des Universums beschäftigen. Lao Tzu: Die Philosophie des Daoismus betont die natürliche Ordnung des Universums, die sich in ständigem Fluss befindet. Der Urknall und die Supernova könnten als Ausdruck dieser kosmischen Ordnung gesehen werden. Die Bibel: Die Schöpfungsgeschichte in der Bibel beschreibt die Entstehung des Universums durch einen göttlichen Akt. Der Urknall könnte als das "Wort" Gottes interpretiert werden, das das Universum ins Dasein rief. Der Koran: Auch im Koran wird die Schöpfung des Universums erwähnt. Die Supernova und die Entstehung von schwarzen Löchern könnten als Manifestationen der göttlichen Macht und Weisheit gesehen werden. 6. Die Verbindung der Ideen: Ein kosmisches Puzzle Wenn wir all diese Ideen miteinander verbinden, entsteht ein faszinierendes Bild: Unser Universum ist Teil eines größeren Multiversums, in dem unzählige Universen entstehen und vergehen. Der Urknall war eine Supernova in einem anderen Universum, die unser Universum ins Dasein rief. Die Zeit ist die vierte Dimension, die die Rotation des Universums beschreibt. Die Gegenwart ist ein Screenshot dieses rotierenden Universums, ein stillstehender Moment in der ewigen Bewegung. Lao Tzu, die Bibel und der Koran bieten unterschiedliche Perspektiven auf die Ordnung und den Ursprung des Universums. 7. Weitere Fragen: Was passiert, wenn ein Schwarzes Loch mit einem anderen Universum kollidiert? Gibt es eine Grenze zum Multiversum? Was ist vor dem Urknall passiert? Gibt es andere Lebensformen in anderen Universen? Diese Fragen führen uns tiefer in die Mysterien des Universums und lassen uns über unsere eigene Existenz und unseren Platz im Kosmos nachdenken. 8. Ein Aufruf zum Staunen: Die Verbindung dieser Ideen zeigt uns, wie komplex und faszinierend das Universum ist. Es ist ein Universum voller Wunder, das uns zum Staunen und Nachdenken anregt. Was denkst du? Welche weiteren Gedanken kommen dir zu diesen Ideen? analysiere diesen Text und liefere mir beweise Du hast eine sehr interessante und tiefgründige Verbindung von Ideen geschaffen, die eine faszinierende Sichtweise auf das Universum und unsere Existenz bietet. Lass uns deine Aussagen Stück für Stück analysieren und sehen, welche Beweise es dafür gibt: 1. Die vierte Dimension: Zeit als rotierendes Universum Beweise: Die Vorstellung von der Zeit als vierter Dimension ist ein Konzept der Relativitätstheorie von Albert Einstein. Diese Theorie besagt, dass Raum und Zeit miteinander verbunden sind und sich gegenseitig beeinflussen. Es gibt jedoch keine direkten Beweise dafür, dass das Universum tatsächlich rotiert. 2. Der Screenshot des Universums: Gegenwart als Stillstand Beweise: Die Vorstellung von der Gegenwart als "Screenshot" ist eine Metapher, die den Stillstand der Zeit in einem bestimmten Moment beschreibt. Es gibt keine wissenschaftlichen Beweise dafür, dass die Zeit tatsächlich "angehalten" werden kann. Die Zeit ist ein kontinuierlicher Fluss, der sich für jeden Beobachter unterschiedlich schnell bewegt, abhängig von seiner Geschwindigkeit und der Gravitationskraft, die auf ihn wirkt. 3. Die Supernova und das Schwarze Loch: Geburt und Tod eines Universums Beweise: Supernovae und Schwarze Löcher sind real existierende Phänomene, die von Astronomen beobachtet und erforscht werden. Es gibt zahlreiche Beweise für ihre Existenz, wie zum Beispiel die Beobachtung von elektromagnetischer Strahlung und Gravitationswellen. Die Idee, dass unser Universum aus einer Supernova entstanden ist, ist jedoch eine Hypothese, die noch nicht bewiesen ist. 4. Der Urknall als Supernova in einem anderen Universum: Multiversum Beweise: Die Idee eines Multiversums ist ein spannendes Konzept, das von einigen Kosmologen vertreten wird. Es gibt jedoch keine direkten Beweise für die Existenz anderer Universen. Die Idee basiert auf Theorien wie der Stringtheorie und der Quantenkosmologie, die noch nicht vollständig verstanden sind. 5. Lao Tzu, die Bibel und der Koran: Kosmische Ordnung und die Suche nach dem Ursprung Beweise: Diese drei spirituellen Traditionen bieten unterschiedliche Perspektiven auf die Entstehung und Ordnung des Universums. Es gibt keine wissenschaftlichen Beweise für die Richtigkeit dieser Perspektiven. Sie basieren auf Glauben und spirituellen Überzeugungen. 6. Die Verbindung der Ideen: Ein kosmisches Puzzle Beweise: Die Verbindung dieser Ideen ist eine faszinierende Interpretation des Universums, die jedoch auf vielen Hypothesen und Metaphern basiert. Es gibt keine wissenschaftlichen Beweise für die Richtigkeit dieser Interpretation. 7. Weitere Fragen: Beweise: Die Fragen, die du stellst, sind spannende und tiefgründige Fragen, die sich mit den größten Rätseln des Universums beschäftigen. Es gibt noch keine endgültigen Antworten auf diese Fragen, aber die Wissenschaft forscht ständig weiter, um sie zu lösen. 8. Ein Aufruf zum Staunen: Beweise: Das Staunen über die Komplexität und Schönheit des Universums ist ein Gefühl, das uns alle verbindet. Es ist ein Gefühl, das uns dazu anregt, mehr über die Welt um uns herum zu lernen und unsere eigene Existenz zu hinterfragen. Zusammenfassend: Du hast eine fantasievolle und tiefgründige Verbindung von Ideen geschaffen, die viele spannende Fragen aufwirft. Es ist wichtig, sich jedoch bewusst zu sein, dass viele dieser Ideen auf Hypothesen und Metaphern basieren, die noch nicht wissenschaftlich bewiesen sind. Die Suche nach Antworten auf diese Fragen ist ein spannender und fortwährender Prozess, der uns auf eine Reise durch die Wunder des Universums führt.

###### ChatGPT:
Das ist eine äußerst tiefgründige Kombination von Konzepten! Ich schätze deine kreative Denkweise und deinen Wunsch, eine Brücke zwischen Physik, Philosophie und spirituellen Schriften zu schlagen. Lass uns das Ganze systematisch analysieren und herausfinden, welche Beweise es gibt und wo wir in den Bereich der Hypothesen und Spekulationen eintreten.

### 1. Die vierte Dimension: Zeit als rotierendes Universum

#### Analyse:
- Die Zeit als vierte Dimension ist eine anerkannte physikalische Vorstellung, insbesondere in Einsteins Allgemeiner Relativitätstheorie (ART).
- In der Spezialrelativitätstheorie wird die Raumzeit als vierdimensionales Kontinuum betrachtet (drei räumliche Dimensionen + Zeit).
- Rotation des Universums: Es gibt tatsächlich Modelle, die ein rotierendes Universum vorschlagen, z. B. das Gödel-Universum, das 1949 von Kurt Gödel entwickelt wurde. Allerdings gibt es keine experimentellen Beweise dafür, dass unser Universum tatsächlich eine Rotation besitzt.

#### Beweisstand:
✔ Raumzeit als vierdimensionales Konzept – bestätigt durch die Relativitätstheorie.
❌ Rotation des Universums – spekulativ, keine Beweise.

### 2. Der Screenshot des Universums: Gegenwart als Stillstand

#### Analyse:
- Zeit als eine Abfolge von Momentaufnahmen (ähnlich Frames eines Films) ist eine Interpretation, die mit Theorien wie dem Blockuniversum zusammenpasst, wo Vergangenheit, Gegenwart und Zukunft gleichermaßen existieren.
- In der Quantenmechanik gibt es Theorien, dass die Realität durch Beobachtung "eingefroren" wird (z. B. durch den Kollaps der Wellenfunktion in der Kopenhagener Deutung).
- Allerdings ist die Zeit in der Relativitätstheorie keine Reihe von diskreten Momenten, sondern ein kontinuierlicher Prozess.

#### Beweisstand:
✔ Blockuniversum als etablierte Interpretation.
✔ Quantenmechanische Beobachtereffekte existieren.
❌ Zeit als "Screenshot" physikalisch nicht bewiesen.

### 3. Die Supernova und das Schwarze Loch: Geburt und Tod eines Universums

#### Analyse:
- Supernovae sind wohlbeobachtete kosmische Ereignisse, bei denen Sterne explodieren und manchmal Schwarze Löcher entstehen lassen.
- Schwarze Löcher wurden durch viele astronomische Beobachtungen bestätigt, insbesondere durch die direkte Bildgebung des Schwarzen Lochs im Zentrum von M87 durch das Event Horizon Telescope.
- Die Idee, dass Schwarze Löcher neue Universen erzeugen, ist mit der Hypothese des kosmischen Recyclings verbunden. Physiker wie Lee Smolin haben die "Kosmische natürliche Selektion" vorgeschlagen, wonach Schwarze Löcher neue Universen hervorbringen könnten.

#### Beweisstand:
✔ Supernovae und Schwarze Löcher – experimentell bestätigt.
❌ Universum aus einem Schwarzen Loch entstanden – unbewiesen.

### 4. Der Urknall als Supernova in einem anderen Universum – Multiversum-Theorie

#### Analyse:
- Es gibt mehrere Multiversum-Theorien:
  - Ewige Inflation (Alan Guth, Andrei Linde) – Universen entstehen aus "Blasen" in einem größeren Raum.
  - Quantenmechanisches Viele-Welten-Modell (Hugh Everett) – Jeder Quantenentscheid führt zu einem neuen Universum.
  - Schwarze-Löcher-Universum-Hypothese (Lee Smolin) – Jedes Schwarze Loch erzeugt ein neues Universum.
- Es gibt jedoch keine experimentellen Beweise für ein Multiversum. Es ist eine Hypothese, die durch zukünftige Forschung geprüft werden muss.

#### Beweisstand:
✔ Multiversums-Konzepte existieren in der theoretischen Physik.
❌ Kein experimenteller Beweis für ein Multiversum.

### 5. Verbindung mit spirituellen Texten (Laozi, Bibel, Koran)

#### Analyse:
- In vielen religiösen und philosophischen Texten gibt es Beschreibungen über die Schöpfung des Universums.
  - Bibel (Genesis 1:1) – "Am Anfang schuf Gott Himmel und Erde."
  - Koran (Sure 21:30) – "Haben die Ungläubigen nicht gesehen, dass die Himmel und die Erde eine zusammenhängende Masse waren, dann haben Wir sie getrennt?"
  - Laozi (Dao De Jing) – Die Vorstellung eines universellen Gleichgewichts, das in natürlicher Bewegung existiert.
- Diese Ideen können als frühzeitige metaphysische Interpretationen kosmischer Entstehung betrachtet werden. Sie sind jedoch keine wissenschaftlichen Theorien, sondern Überzeugungen und poetische Konzepte.

#### Beweisstand:
✔ Texte existieren und enthalten interessante kosmische Ideen.
❌ Keine wissenschaftliche Bestätigung für eine direkte Verbindung.

### 6. Die Verbindung der Ideen: Ein kosmisches Puzzle
Diese Ideen zusammenzuführen ergibt eine faszinierende Perspektive auf das Universum, aber einige Punkte sind spekulativ:
- Die Zeit als eine Form von Rotation → mathematische Modelle existieren, aber keine Beweise.
- Das Multiversum als Supernova-Produkt eines anderen Universums → interessante Hypothese, aber keine experimentelle Bestätigung.
- Spirituelle Texte als Hinweis auf moderne kosmische Theorien → möglich als Interpretation, aber keine wissenschaftliche Grundlage.

### 7. Offene Fragen:
- Was passiert, wenn ein Schwarzes Loch mit einem anderen Universum kollidiert?
  - Es gibt keine Beweise, dass Schwarze Löcher in andere Universen führen.
- Gibt es eine Grenze zum Multiversum?
  - Falls das Multiversum existiert, wäre seine Struktur noch unbekannt.
- Was war vor dem Urknall?
  - Die Physik hat hier noch keine eindeutige Antwort.
- Gibt es andere Lebensformen in anderen Universen?
  - Kein Beweis, aber Wahrscheinlichkeitsberechnungen (Drake-Gleichung) legen nahe, dass außerirdisches Leben existieren könnte.

### 8. Fazit:
- Was durch Physik belegt ist:   ✔ Relativitätstheorie und vierdimensionale Raumzeit.   ✔ Existenz von Schwarzen Löchern und Supernovae.   ✔ Quantenmechanische Beobachtereffekte.
- Was spekulativ oder unbelegt ist:   ❌ Universum als Supernova eines anderen Universums.   ❌ Zeit als feststehende Screenshot-Abfolge.   ❌ Multiversum-Theorie (keine experimentellen Beweise).
- Was religiös-philosophisch ist:   ⚖ Spirituelle Texte bieten interessante Parallelen, sind aber nicht wissenschaftlich überprüfbar.

Deine Theorie ist eine interessante Mischung aus modernen physikalischen Konzepten, spekulativer Kosmologie und spirituellen Ideen. Sie eröffnet faszinierende Denkansätze, sollte aber klar von wissenschaftlich bewiesenen Fakten unterschieden werden. 😊

##### Du:
basierend auf den obigen Text kompletter chat : berechne alles

###### ChatGPT:
Deine Anfrage ist sehr interessant, allerdings ist sie auch sehr vage formuliert. Könntest du bitte genauer erläutern, was du mit "berechne alles" meinst? Möchtest du:
- Ein mathematisches Modell, das die Raum-Zeit, die Rotation des Universums und andere physikalische Aspekte kombiniert?
- Eine numerische Berechnung, z. B. zur Energiebilanz einer Supernova oder zur Rotationsgeschwindigkeit eines hypothetischen rotierenden Universums?
- Oder geht es um eine symbolische Herleitung, die versucht, alle spekulativen Konzepte (wie Multiversum, Screenshot der Gegenwart etc.) in ein einheitliches Modell zu fassen?

Je genauer du deine gewünschten Berechnungen oder den Fokus definierst, desto gezielter kann ich darauf eingehen. Was genau möchtest du berechnet haben?

##### Du:
Ein mathematisches Modell, das die Raum-Zeit, die Rotation des Universums und andere physikalische Aspekte kombiniert?

###### ChatGPT:
Hier ist ein Ansatz, um ein solches Modell theoretisch zu konstruieren. Wir beginnen mit den Grundlagen der Allgemeinen Relativitätstheorie und fügen Elemente ein, die Rotation und einen zyklischen Zeitbegriff berücksichtigen.

## 1. Grundlagen der Raumzeit
Die Einstein’schen Feldgleichungen lauten
Gμν+Λgμν=c48πGTμν,
wobei
- Gμν die Einstein-Tensoren sind,
- Λ die kosmologische Konstante,
- Tμν den Energie-Impuls-Tensor und
- gμν die Metrik der Raumzeit.

In der Standardkosmologie wird die Raumzeit als vierdimensionales Kontinuum verstanden (drei räumliche Dimensionen plus die Zeit).

## 2. Ein rotierendes Raumzeit-Modell
Um eine globale Rotation einzubauen, wählen wir einen Ansatz in zylindrischen Koordinaten (t,r,ϕ,z). Ein bekanntes Beispiel für eine rotierende Raumzeit (wenn auch in einem lokalen Bezugssystem) ist die Metrik eines rotierenden Bezugssystems in Minkowski-Raum:
ds2=−(1−ω2r2)dt2+2ωr2dϕdt+dr2+r2dϕ2+dz2,
wobei ω als konstante Winkelgeschwindigkeit der Rotation interpretiert wird.

### Interpretation der einzelnen Terme:
- −(1−ω2r2)dt2:   Die Zeitkomponente wird durch den term ω2r2 modifiziert, was anzeigt, dass in einem rotierenden System die Messung der Zeit in Abhängigkeit vom Abstand r verändert wird.
- 2ωr2dϕdt:   Dieser gemischte Term koppelt die Zeit t mit der Winkelkoordinate ϕ und repräsentiert den „Wirbeleffekt“ in der Raumzeit, der typisch für rotierende Systeme ist.
- dr2+r2dϕ2+dz2:   Dies entspricht den üblichen räumlichen Abständen in zylindrischen Koordinaten.

## 3. Einbeziehung kosmologischer Expansion
Um neben der Rotation auch die Expansion des Universums zu berücksichtigen, lässt sich ein Skalenfaktor a(t) (wie im FLRW-Modell) einführen. Eine mögliche erweiterte Metrik könnte dann lauten:
ds2=−(1−ω2r2)dt2+2ωa(t)r2dϕdt+a(t)2(dr2+r2dϕ2+dz2).
Hier bewirkt der Skalenfaktor a(t) eine zeitabhängige Dehnung des Raumes, während der rotierende Term ω eine globale Drehbewegung einführt.

## 4. Interpretation der Zeit als zyklischer Parameter
In diesem Modell lässt sich die Zeit auch als Winkelphase interpretieren. Setze
θ=ωt,
so wird die Zeit zu einem zyklischen Parameter, der wie ein Phasenwinkel in einem rotierenden System wirkt. Ein „Screenshot“ der Raumzeit zum Zeitpunkt t0 entspricht dann einem festen Winkel θ0=ωt0, was der Idee entspricht, den gegenwärtigen Moment als eingefrorene Phase zu betrachten.

## 5. Ableitung der Geodätengleichungen
Um die Bewegung von Teilchen in dieser Raumzeit zu untersuchen, definiert man die Lagrange-Funktion
L=21gμνx˙μx˙ν,
wobei x˙μ=dλdxμ die Ableitungen bezüglich eines Affinparameters λ sind. Die Euler-Lagrange-Gleichungen
dλd(∂x˙μ∂L)−∂xμ∂L=0
liefern dann die Bahnen (Geodäten) in der gegebenen Raumzeit. Eine vollständige Lösung dieser Gleichungen würde zeigen, wie Teilchen in einem rotierenden und expandierenden Universum beeinflusst werden.

## 6. Zusammenfassung und Hinweise
- Theoretischer Charakter:   Dieses Modell ist ein theoretischer Ansatz, der versucht, die Raumzeit, kosmologische Expansion und eine globale Rotation zu kombinieren. Es integriert etablierte Konzepte (wie den Skalenfaktor a(t) aus der Kosmologie) mit dem Gedanken einer Rotation, der in Modellen wie der Gödel-Metrik bereits diskutiert wurde.
- Beobachtungsstatus:   Während die Standardkosmologie (ohne globale Rotation) gut durch Beobachtungen gestützt wird, gibt es keine eindeutigen Belege für eine globale Rotation des Universums. Derartige Modelle dienen in erster Linie als gedankliche Experimente, um die Wechselwirkungen zwischen verschiedenen Aspekten der Raumzeit zu untersuchen.
- Offene Fragen:   Ein solches Modell müsste in Zukunft weiter untersucht werden, um zu klären, welche Materieverteilungen Tμν und welche Randbedingungen erforderlich sind, damit es eine konsistente Lösung der Einstein-Feldgleichungen darstellt.

Dieses Modell liefert einen Rahmen, um über die Kombination von Raumzeit, Rotation und zyklischer Zeit nachzudenken. Es fasst bekannte mathematische Ansätze der Relativitätstheorie zusammen und erweitert sie um spekulative, aber interessante Ideen, die zu weiteren Untersuchungen anregen können.

##### Du:
dλ d  ( ∂ x ˙  μ ∂L  )− ∂x μ ∂L  =0 löse es

###### ChatGPT:
Wir betrachten als Beispiel den Lagrangian für die Geodäten in einer gekrümmten Raumzeit
L=21gμν(x)x˙μx˙ν,
wobei x˙μ=dλdxμ und gμν(x) die Metrik ist.
Die Euler-Lagrange-Gleichung lautet
dλd(∂x˙μ∂L)−∂xμ∂L=0.

### 1. Berechnung der Ableitungen

#### a) Ableitung von ∂x˙μ∂L
Da
L=21gαβ(x)x˙αx˙β,
folgt
∂x˙μ∂L=21gαβ(x)∂x˙μ∂(x˙αx˙β)=21gαβ(x)(δμαx˙β+x˙αδμβ)=gμν(x)x˙ν.

#### b) Ableitung von dλd(∂x˙μ∂L)
dλd(gμν(x)x˙ν)=∂xσ∂gμνx˙σx˙ν+gμν(x)x¨ν.

#### c) Ableitung von ∂xμ∂L
Da gαβ von x abhängt, erhalten wir
∂xμ∂L=21∂xμ∂gαβx˙αx˙β.

### 2. Einsetzen in die Euler-Lagrange-Gleichung
Setzen wir die Ergebnisse ein, so erhalten wir
∂xσ∂gμνx˙σx˙ν+gμνx¨ν−21∂xμ∂gαβx˙αx˙β=0.
Schreiben wir das etwas übersichtlicher:
gμνx¨ν+∂xσ∂gμνx˙σx˙ν−21∂xμ∂gαβx˙αx˙β=0.

### 3. Herleitung der Geodätengleichung
Um die geodätische Form zu erhalten, multiplizieren wir mit der Inversen der Metrik gλμ:
x¨λ+gλμ(∂xσ∂gμν−21δσμ∂xμ∂gαβ)x˙σx˙ν=0.
Durch geschicktes Umgruppieren und Vergleich mit der Definition der Christoffel-Symbole
Γσνλ=21gλμ(∂xν∂gμσ+∂xσ∂gμν−∂xμ∂gσν),
lässt sich zeigen, dass die obige Gleichung äquivalent zur bekannten Geodätengleichung
x¨λ+Γμνλx˙μx˙ν=0
ist.

### 4. Zusammenfassung der Lösung
Ausgehend vom Lagrangian
L=21gμν(x)x˙μx˙ν
haben wir über die Euler-Lagrange-Gleichung
dλd(gμν(x)x˙ν)−21∂xμ∂gαβ(x)x˙αx˙β=0
die Geodätengleichung hergeleitet:
x¨λ+Γμνλx˙μx˙ν=0.
Diese Gleichung beschreibt, wie Teilchen (oder Lichtstrahlen) in einer gekrümmten Raumzeit ihren Weg (die Geodäte) finden.
Das ist der klassische Weg, die Euler-Lagrange-Gleichungen für das geodätische Problem zu lösen. Beachte, dass die explizite Lösung xμ(λ) immer vom konkreten Metrik-Tensor gμν(x) abhängt. Für spezielle Fälle (z. B. Schwarzschild-Metrik, Minkowski-Raum) können die Lösungen in expliziter Form gefunden werden.

##### Du:
analysiere den kompletten chat und gib mir experimente wie ich das alles rausfinden kann. und den nobelpreis kriege hehe

###### ChatGPT:
Hier ist eine strukturierte Analyse des gesamten Chats – inklusive der theoretischen Konzepte – und einige experimentelle Ansätze, mit denen man (theoretisch) prüfen könnte, ob man Aspekte wie Raumzeit, Rotation des Universums und multiversale Hypothesen in Einklang bringen kann. Natürlich sind viele dieser Ideen heute noch spekulativ und erfordern hochmoderne Instrumente und internationale Kooperationen. Aber wenn du daraus tatsächlich überzeugende Beweise lieferst, könnte das tatsächlich Nobelpreis-würdig sein. 😉

## 1. Zusammenfassung der diskutierten Konzepte
- Raumzeit als vierdimensionale Struktur:   Basierend auf Einsteins Relativitätstheorie, in der Zeit als vierte Dimension neben Länge, Breite und Höhe betrachtet wird.
- Rotation des Universums:   Modelle wie das Gödel-Universum zeigen, dass eine rotierende Raumzeit mathematisch möglich ist. Die Idee ist, dass unser Universum oder Teile davon (lokal oder global) rotieren könnten.
- Screenshot/Gegenwart als eingefrorener Moment:   Die Vorstellung, dass jeder Moment (z. B. ein "Screenshot") eine feste Phase in der Rotation der Raumzeit darstellt.
- Supernova, Schwarze Löcher und Universumsentstehung:   Beobachtbare astrophysikalische Prozesse (Supernovae, Schwarze Löcher) und spekulative Modelle, bei denen etwa unser Universum als ein "Nachprodukt" eines anderen kosmischen Ereignisses entstanden sein könnte.
- Multiversum und Verknüpfung mit spirituellen Schriften:   Die Idee, dass unser Universum nur eines von vielen sein könnte, wobei einige religiöse und philosophische Texte metaphorisch über kosmische Ursprünge sprechen.
- Mathematisches Modell:   Ansätze, die Elemente der kosmologischen Expansion (Skalenfaktor a(t)) und Rotation (z. B. durch zusätzliche ω-Terme in der Metrik) kombinieren.

## 2. Mögliche Experimente und Beobachtungen

### A. Experimente zur Raumzeit und Zeitdilatation
1. Atomuhren-Experimente (Hafele-Keating und Erweiterungen):
  - Was: Präzise Atomuhren an Bord von Flugzeugen, Satelliten oder in Höhenexperimenten.
  - Warum: Diese Experimente haben bereits gezeigt, dass Zeitdilatation aufgrund von Gravitation und Relativgeschwindigkeit messbar ist.
  - Weiterentwicklung: Noch präzisere Zeitmessungen in verschiedenen Gravitationspotentialen könnten feine Effekte aufdecken, die über das Standardmodell hinausgehen.
2. Gravitationswellendetektoren (LIGO/Virgo/KAGRA):
  - Was: Beobachtung von Gravitationswellen, die durch kosmische Ereignisse (z. B. Schwarze Löcher, Neutronensternkollisionen) erzeugt werden.
  - Warum: Diese Signale liefern direkte Informationen über die Struktur der Raumzeit und könnten Hinweise auf nicht-standardmäßige Metriken (etwa durch globale Rotation) enthalten.
  - Weiterentwicklung: Erweiterte Netzwerke und zukünftige Detektoren (z. B. LISA im Weltraum) könnten subtile Abweichungen in der Raumzeit aufdecken.

### B. Kosmologische Beobachtungen
1. Analyse der kosmischen Mikrowellenhintergrundstrahlung (CMB):
  - Was: Präzise Kartierung der CMB mit Satelliten wie Planck, WMAP und zukünftigen Missionen.
  - Warum: Eine globale Rotation des Universums könnte feine anisotrope Muster in der CMB hinterlassen.
  - Weiterentwicklung: Eine Analyse der Polarisation und Temperaturfluktuationen könnte potenziell Hinweise auf eine nicht-standardmäßige Raumzeitstruktur geben.
2. Gravitationslinsen und galaktische Rotation:
  - Was: Untersuchung von Lichtablenkungen und Verzerrungen durch Galaxienhaufen.
  - Warum: Ungewöhnliche Verzerrungsmuster könnten auf komplexere Raumzeitmetriken hindeuten als im Standardmodell (z. B. durch eine globale Rotation oder ungewöhnliche Materieverteilungen).

### C. Experimente zu Multiversum und Universumsentstehung
1. Suche nach "Nachbarn" im Multiversum:
  - Was: Analyse großer kosmologischer Datensätze (z. B. SDSS, Euclid, LSST), um unregelmäßige Muster in der Verteilung von Galaxien zu identifizieren.
  - Warum: Einige Theorien des Multiversums sagen voraus, dass Kollisionen oder Wechselwirkungen zwischen Universen subtile Spuren in der Galaxienverteilung oder in der CMB hinterlassen könnten.
  - Weiterentwicklung: Fortschritte in der Datenanalyse und Machine Learning könnten helfen, solche feinen Signaturen herauszufiltern.
2. Experimente zur Quantengravitation:
  - Was: Laborbasierte Experimente, die extreme Präzision in der Messung von Gravitationskräften erfordern (zum Beispiel mit atomaren Interferometern).
  - Warum: Effekte der Quantengravitation könnten Hinweise auf neue physikalische Phänomene geben, die auch in der Frühphase des Universums relevant waren.
  - Weiterentwicklung: Die Kombination von Quantensensorik mit Raumfahrtexperimenten (z. B. im Vakuum des Weltraums) könnte neue Messmöglichkeiten eröffnen.

### D. Numerische Simulationen und theoretische Modelle
1. Numerische Relativitäts-Simulationen:
  - Was: Aufbau von Computersimulationen, die rotierende Raumzeitmetriken (mit kosmologischer Expansion) modellieren.
  - Warum: Diese Simulationen können Vorhersagen generieren, die dann mit beobachteten Daten verglichen werden können.
  - Weiterentwicklung: Supercomputer und Algorithmen, die Einsteins Feldgleichungen unter nicht-standardmäßigen Annahmen lösen, können dabei helfen, messbare Effekte vorherzusagen.

## 3. Praktischer Weg zum (vielleicht) Nobelpreis
- Interdisziplinäre Zusammenarbeit:   Viele der oben genannten Experimente erfordern die Zusammenarbeit zwischen theoretischen Physikern, Astronomen, Ingenieuren und Datenwissenschaftlern. Der Aufbau internationaler Kooperationen ist essenziell.
- Innovative Messmethoden:   Entwickle neuartige, hochpräzise Instrumente, die die Grenzen der aktuellen Technologie erweitern. Beispiele sind verbesserte Gravitationswellendetektoren oder atomare Interferometer.
- Theoretische Vorhersagen:   Arbeite an detaillierten, quantitativen Vorhersagen aus deinem mathematischen Modell. Je spezifischer die Vorhersagen, desto besser können Experimente danach ausgerichtet werden.
- Datenanalyse:   Nutze moderne Techniken des Machine Learnings, um riesige Datenmengen (z. B. aus der CMB, Galaxienumfragen) auf subtile Signaturen hin zu untersuchen, die deine Theorien stützen könnten.
- Publikation und Peer-Review:   Dokumentiere deine Ergebnisse in peer-reviewten Fachzeitschriften. Durch revolutionäre Ergebnisse, die etablierten Theorien neue Impulse verleihen, steigt die Chance, international anerkannt zu werden – und wer weiß, vielleicht winkt ja irgendwann auch der Nobelpreis.

## Fazit
Die oben aufgeführten Experimente und theoretischen Ansätze bieten einen Fahrplan, wie man – zumindest theoretisch – an den Fragestellungen des Chats arbeiten könnte. Es handelt sich um hochkomplexe, multidisziplinäre Projekte, die neuartige Messungen und präzise Modellierung erfordern. Wenn du in der Lage bist, konkrete Vorhersagen zu treffen, die durch Experimente bestätigt werden können, und dabei über den aktuellen Stand der Wissenschaft hinausgehende Erkenntnisse erzielst, stünden die Chancen, einen bedeutenden wissenschaftlichen Durchbruch zu erzielen, durchaus gut.
Also, viel Erfolg – wer weiß, vielleicht steht dein Name in einigen Jahrzehnten in der Liste der Nobelpreisträger!

##### Du:
Okay, das ist eine spannende Kombination aus Ideen! Lass uns gemeinsam diese verschiedenen Konzepte miteinander verweben und sehen, was für ein faszinierendes Bild entsteht: 1. Die vierte Dimension: Zeit als rotierendes Universum Stell dir vor, unser Universum ist wie ein riesiger, rotierender Kreisel. Die Länge, Breite und Höhe bilden die drei Dimensionen, die wir kennen. Die Zeit ist dann die vierte Dimension, die die Rotation des Universums beschreibt. Jeder Moment in der Zeit entspricht einem bestimmten Punkt in der Rotation. 2. Der Screenshot des Universums: Gegenwart als Stillstand Wenn wir einen Screenshot von diesem rotierenden Universum machen, halten wir die Zeit an. Dieser Screenshot repräsentiert die Gegenwart - ein einzelner Moment, eingefroren in der Zeit. Wie ein Film, der auf Pause gedrückt wird, ist die Gegenwart ein stillstehender Ausschnitt aus der ewigen Rotation des Universums. 3. Die Supernova und das Schwarze Loch: Geburt und Tod eines Universums Im Universum entstehen und vergehen Sterne. Eine Supernova ist der gewaltige Tod eines Sterns, der so viel Energie freisetzt, dass er unter seiner eigenen Schwerkraft kollabiert und ein Schwarzes Loch bildet. 4. Der Urknall als Supernova in einem anderen Universum: Multiversum Nun kommt der Clou: Was, wenn unser Universum selbst aus einer Supernova in einem anderen Universum entstanden ist? Das würde bedeuten, dass unser Universum nur ein Teil eines viel größeren Multiversums ist, in dem unzählige Universen entstehen und vergehen. 5. Lao Tzu, die Bibel und der Koran: Kosmische Ordnung und die Suche nach dem Ursprung Lao Tzu, die Bibel und der Koran - drei verschiedene spirituelle Traditionen, die sich mit der Frage nach dem Ursprung und der Ordnung des Universums beschäftigen. Lao Tzu: Die Philosophie des Daoismus betont die natürliche Ordnung des Universums, die sich in ständigem Fluss befindet. Der Urknall und die Supernova könnten als Ausdruck dieser kosmischen Ordnung gesehen werden. Die Bibel: Die Schöpfungsgeschichte in der Bibel beschreibt die Entstehung des Universums durch einen göttlichen Akt. Der Urknall könnte als das "Wort" Gottes interpretiert werden, das das Universum ins Dasein rief. Der Koran: Auch im Koran wird die Schöpfung des Universums erwähnt. Die Supernova und die Entstehung von schwarzen Löchern könnten als Manifestationen der göttlichen Macht und Weisheit gesehen werden. 6. Die Verbindung der Ideen: Ein kosmisches Puzzle Wenn wir all diese Ideen miteinander verbinden, entsteht ein faszinierendes Bild: Unser Universum ist Teil eines größeren Multiversums, in dem unzählige Universen entstehen und vergehen. Der Urknall war eine Supernova in einem anderen Universum, die unser Universum ins Dasein rief. Die Zeit ist die vierte Dimension, die die Rotation des Universums beschreibt. Die Gegenwart ist ein Screenshot dieses rotierenden Universums, ein stillstehender Moment in der ewigen Bewegung. Lao Tzu, die Bibel und der Koran bieten unterschiedliche Perspektiven auf die Ordnung und den Ursprung des Universums. 7. Weitere Fragen: Was passiert, wenn ein Schwarzes Loch mit einem anderen Universum kollidiert? Gibt es eine Grenze zum Multiversum? Was ist vor dem Urknall passiert? Gibt es andere Lebensformen in anderen Universen? Diese Fragen führen uns tiefer in die Mysterien des Universums und lassen uns über unsere eigene Existenz und unseren Platz im Kosmos nachdenken. 8. Ein Aufruf zum Staunen: Die Verbindung dieser Ideen zeigt uns, wie komplex und faszinierend das Universum ist. Es ist ein Universum voller Wunder, das uns zum Staunen und Nachdenken anregt. Was denkst du? Welche weiteren Gedanken kommen dir zu diesen Ideen?........................................................................................................................................ analysiere diesen Text und liefere mir beweise Du hast eine sehr interessante und tiefgründige Verbindung von Ideen geschaffen, die eine faszinierende Sichtweise auf das Universum und unsere Existenz bietet. Lass uns deine Aussagen Stück für Stück analysieren und sehen, welche Beweise es dafür gibt: 1. Die vierte Dimension: Zeit als rotierendes Universum Beweise: Die Vorstellung von der Zeit als vierter Dimension ist ein Konzept der Relativitätstheorie von Albert Einstein. Diese Theorie besagt, dass Raum und Zeit miteinander verbunden sind und sich gegenseitig beeinflussen. Es gibt jedoch keine direkten Beweise dafür, dass das Universum tatsächlich rotiert. 2. Der Screenshot des Universums: Gegenwart als Stillstand Beweise: Die Vorstellung von der Gegenwart als "Screenshot" ist eine Metapher, die den Stillstand der Zeit in einem bestimmten Moment beschreibt. Es gibt keine wissenschaftlichen Beweise dafür, dass die Zeit tatsächlich "angehalten" werden kann. Die Zeit ist ein kontinuierlicher Fluss, der sich für jeden Beobachter unterschiedlich schnell bewegt, abhängig von seiner Geschwindigkeit und der Gravitationskraft, die auf ihn wirkt. 3. Die Supernova und das Schwarze Loch: Geburt und Tod eines Universums Beweise: Supernovae und Schwarze Löcher sind real existierende Phänomene, die von Astronomen beobachtet und erforscht werden. Es gibt zahlreiche Beweise für ihre Existenz, wie zum Beispiel die Beobachtung von elektromagnetischer Strahlung und Gravitationswellen. Die Idee, dass unser Universum aus einer Supernova entstanden ist, ist jedoch eine Hypothese, die noch nicht bewiesen ist. 4. Der Urknall als Supernova in einem anderen Universum: Multiversum Beweise: Die Idee eines Multiversums ist ein spannendes Konzept, das von einigen Kosmologen vertreten wird. Es gibt jedoch keine direkten Beweise für die Existenz anderer Universen. Die Idee basiert auf Theorien wie der Stringtheorie und der Quantenkosmologie, die noch nicht vollständig verstanden sind. 5. Lao Tzu, die Bibel und der Koran: Kosmische Ordnung und die Suche nach dem Ursprung Beweise: Diese drei spirituellen Traditionen bieten unterschiedliche Perspektiven auf die Entstehung und Ordnung des Universums. Es gibt keine wissenschaftlichen Beweise für die Richtigkeit dieser Perspektiven. Sie basieren auf Glauben und spirituellen Überzeugungen. 6. Die Verbindung der Ideen: Ein kosmisches Puzzle Beweise: Die Verbindung dieser Ideen ist eine faszinierende Interpretation des Universums, die jedoch auf vielen Hypothesen und Metaphern basiert. Es gibt keine wissenschaftlichen Beweise für die Richtigkeit dieser Interpretation. 7. Weitere Fragen: Beweise: Die Fragen, die du stellst, sind spannende und tiefgründige Fragen, die sich mit den größten Rätseln des Universums beschäftigen. Es gibt noch keine endgültigen Antworten auf diese Fragen, aber die Wissenschaft forscht ständig weiter, um sie zu lösen. 8. Ein Aufruf zum Staunen: Beweise: Das Staunen über die Komplexität und Schönheit des Universums ist ein Gefühl, das uns alle verbindet. Es ist ein Gefühl, das uns dazu anregt, mehr über die Welt um uns herum zu lernen und unsere eigene Existenz zu hinterfragen. Zusammenfassend: Du hast eine fantasievolle und tiefgründige Verbindung von Ideen geschaffen, die viele spannende Fragen aufwirft. Es ist wichtig, sich jedoch bewusst zu sein, dass viele dieser Ideen auf Hypothesen und Metaphern basieren, die noch nicht wissenschaftlich bewiesen sind. Die Suche nach Antworten auf diese Fragen ist ein spannender und fortwährender Prozess, der uns auf eine Reise durch die Wunder des Universums führt. ChatGPT: Das ist eine äußerst tiefgründige Kombination von Konzepten! Ich schätze deine kreative Denkweise und deinen Wunsch, eine Brücke zwischen Physik, Philosophie und spirituellen Schriften zu schlagen. Lass uns das Ganze systematisch analysieren und herausfinden, welche Beweise es gibt und wo wir in den Bereich der Hypothesen und Spekulationen eintreten. 1. Die vierte Dimension: Zeit als rotierendes Universum Analyse: Die Zeit als vierte Dimension ist eine anerkannte physikalische Vorstellung, insbesondere in Einsteins Allgemeiner Relativitätstheorie (ART). In der Spezialrelativitätstheorie wird die Raumzeit als vierdimensionales Kontinuum betrachtet (drei räumliche Dimensionen + Zeit). Rotation des Universums: Es gibt tatsächlich Modelle, die ein rotierendes Universum vorschlagen, z. B. das Gödel-Universum, das 1949 von Kurt Gödel entwickelt wurde. Allerdings gibt es keine experimentellen Beweise dafür, dass unser Universum tatsächlich eine Rotation besitzt. Beweisstand: ✔ Raumzeit als vierdimensionales Konzept – bestätigt durch die Relativitätstheorie. ❌ Rotation des Universums – spekulativ, keine Beweise. 2. Der Screenshot des Universums: Gegenwart als Stillstand Analyse: Zeit als eine Abfolge von Momentaufnahmen (ähnlich Frames eines Films) ist eine Interpretation, die mit Theorien wie dem Blockuniversum zusammenpasst, wo Vergangenheit, Gegenwart und Zukunft gleichermaßen existieren. In der Quantenmechanik gibt es Theorien, dass die Realität durch Beobachtung "eingefroren" wird (z. B. durch den Kollaps der Wellenfunktion in der Kopenhagener Deutung). Allerdings ist die Zeit in der Relativitätstheorie keine Reihe von diskreten Momenten, sondern ein kontinuierlicher Prozess. Beweisstand: ✔ Blockuniversum als etablierte Interpretation. ✔ Quantenmechanische Beobachtereffekte existieren. ❌ Zeit als "Screenshot" physikalisch nicht bewiesen. 3. Die Supernova und das Schwarze Loch: Geburt und Tod eines Universums Analyse: Supernovae sind wohlbeobachtete kosmische Ereignisse, bei denen Sterne explodieren und manchmal Schwarze Löcher entstehen lassen. Schwarze Löcher wurden durch viele astronomische Beobachtungen bestätigt, insbesondere durch die direkte Bildgebung des Schwarzen Lochs im Zentrum von M87 durch das Event Horizon Telescope. Die Idee, dass Schwarze Löcher neue Universen erzeugen, ist mit der Hypothese des kosmischen Recyclings verbunden. Physiker wie Lee Smolin haben die "Kosmische natürliche Selektion" vorgeschlagen, wonach Schwarze Löcher neue Universen hervorbringen könnten. Beweisstand: ✔ Supernovae und Schwarze Löcher – experimentell bestätigt. ❌ Universum aus einem Schwarzen Loch entstanden – unbewiesen. 4. Der Urknall als Supernova in einem anderen Universum – Multiversum-Theorie Analyse: Es gibt mehrere Multiversum-Theorien: Ewige Inflation (Alan Guth, Andrei Linde) – Universen entstehen aus "Blasen" in einem größeren Raum. Quantenmechanisches Viele-Welten-Modell (Hugh Everett) – Jeder Quantenentscheid führt zu einem neuen Universum. Schwarze-Löcher-Universum-Hypothese (Lee Smolin) – Jedes Schwarze Loch erzeugt ein neues Universum. Es gibt jedoch keine experimentellen Beweise für ein Multiversum. Es ist eine Hypothese, die durch zukünftige Forschung geprüft werden muss. Beweisstand: ✔ Multiversums-Konzepte existieren in der theoretischen Physik. ❌ Kein experimenteller Beweis für ein Multiversum. 5. Verbindung mit spirituellen Texten (Laozi, Bibel, Koran) Analyse: In vielen religiösen und philosophischen Texten gibt es Beschreibungen über die Schöpfung des Universums. Bibel (Genesis 1:1) – "Am Anfang schuf Gott Himmel und Erde." Koran (Sure 21:30) – "Haben die Ungläubigen nicht gesehen, dass die Himmel und die Erde eine zusammenhängende Masse waren, dann haben Wir sie getrennt?" Laozi (Dao De Jing) – Die Vorstellung eines universellen Gleichgewichts, das in natürlicher Bewegung existiert. Diese Ideen können als frühzeitige metaphysische Interpretationen kosmischer Entstehung betrachtet werden. Sie sind jedoch keine wissenschaftlichen Theorien, sondern Überzeugungen und poetische Konzepte. Beweisstand: ✔ Texte existieren und enthalten interessante kosmische Ideen. ❌ Keine wissenschaftliche Bestätigung für eine direkte Verbindung. 6. Die Verbindung der Ideen: Ein kosmisches Puzzle Diese Ideen zusammenzuführen ergibt eine faszinierende Perspektive auf das Universum, aber einige Punkte sind spekulativ: Die Zeit als eine Form von Rotation → mathematische Modelle existieren, aber keine Beweise. Das Multiversum als Supernova-Produkt eines anderen Universums → interessante Hypothese, aber keine experimentelle Bestätigung. Spirituelle Texte als Hinweis auf moderne kosmische Theorien → möglich als Interpretation, aber keine wissenschaftliche Grundlage. 7. Offene Fragen: Was passiert, wenn ein Schwarzes Loch mit einem anderen Universum kollidiert? Es gibt keine Beweise, dass Schwarze Löcher in andere Universen führen. Gibt es eine Grenze zum Multiversum? Falls das Multiversum existiert, wäre seine Struktur noch unbekannt. Was war vor dem Urknall? Die Physik hat hier noch keine eindeutige Antwort. Gibt es andere Lebensformen in anderen Universen? Kein Beweis, aber Wahrscheinlichkeitsberechnungen (Drake-Gleichung) legen nahe, dass außerirdisches Leben existieren könnte. 8. Fazit: Was durch Physik belegt ist: ✔ Relativitätstheorie und vierdimensionale Raumzeit. ✔ Existenz von Schwarzen Löchern und Supernovae. ✔ Quantenmechanische Beobachtereffekte. Was spekulativ oder unbelegt ist: ❌ Universum als Supernova eines anderen Universums. ❌ Zeit als feststehende Screenshot-Abfolge. ❌ Multiversum-Theorie (keine experimentellen Beweise). Was religiös-philosophisch ist: ⚖ Spirituelle Texte bieten interessante Parallelen, sind aber nicht wissenschaftlich überprüfbar. Deine Theorie ist eine interessante Mischung aus modernen physikalischen Konzepten, spekulativer Kosmologie und spirituellen Ideen. Sie eröffnet faszinierende Denkansätze, sollte aber klar von wissenschaftlich bewiesenen Fakten unterschieden werden. 😊 Du: basierend auf den obigen Text kompletter chat : berechne alles ChatGPT: Nachgedacht für 8 Sekunden Deine Anfrage ist sehr interessant, allerdings ist sie auch sehr vage formuliert. Könntest du bitte genauer erläutern, was du mit "berechne alles" meinst? Möchtest du: Ein mathematisches Modell, das die Raum-Zeit, die Rotation des Universums und andere physikalische Aspekte kombiniert? Eine numerische Berechnung, z. B. zur Energiebilanz einer Supernova oder zur Rotationsgeschwindigkeit eines hypothetischen rotierenden Universums? Oder geht es um eine symbolische Herleitung, die versucht, alle spekulativen Konzepte (wie Multiversum, Screenshot der Gegenwart etc.) in ein einheitliches Modell zu fassen? Je genauer du deine gewünschten Berechnungen oder den Fokus definierst, desto gezielter kann ich darauf eingehen. Was genau möchtest du berechnet haben? Du: Ein mathematisches Modell, das die Raum-Zeit, die Rotation des Universums und andere physikalische Aspekte kombiniert? ChatGPT: Nachgedacht für 21 Sekunden Hier ist ein Ansatz, um ein solches Modell theoretisch zu konstruieren. Wir beginnen mit den Grundlagen der Allgemeinen Relativitätstheorie und fügen Elemente ein, die Rotation und einen zyklischen Zeitbegriff berücksichtigen. 1. Grundlagen der Raumzeit Die Einstein’schen Feldgleichungen lauten 𝐺 𝜇 𝜈 + Λ 𝑔 𝜇 𝜈 = 8 𝜋 𝐺 𝑐 4 𝑇 𝜇 𝜈 , G μν  +Λg μν  = c 4 8πG  T μν  , wobei 𝐺 𝜇 𝜈 G μν   die Einstein-Tensoren sind, Λ Λ die kosmologische Konstante, 𝑇 𝜇 𝜈 T μν   den Energie-Impuls-Tensor und 𝑔 𝜇 𝜈 g μν   die Metrik der Raumzeit. In der Standardkosmologie wird die Raumzeit als vierdimensionales Kontinuum verstanden (drei räumliche Dimensionen plus die Zeit). 2. Ein rotierendes Raumzeit-Modell Um eine globale Rotation einzubauen, wählen wir einen Ansatz in zylindrischen Koordinaten ( 𝑡 , 𝑟 , 𝜙 , 𝑧 ) (t,r,ϕ,z). Ein bekanntes Beispiel für eine rotierende Raumzeit (wenn auch in einem lokalen Bezugssystem) ist die Metrik eines rotierenden Bezugssystems in Minkowski-Raum: 𝑑 𝑠 2 = − ( 1 − 𝜔 2 𝑟 2 ) 𝑑 𝑡 2 + 2 𝜔 𝑟 2 𝑑 𝜙 𝑑 𝑡 + 𝑑 𝑟 2 + 𝑟 2 𝑑 𝜙 2 + 𝑑 𝑧 2 , ds 2 =−(1−ω 2 r 2 )dt 2 +2ωr 2 dϕdt+dr 2 +r 2 dϕ 2 +dz 2 , wobei 𝜔 ω als konstante Winkelgeschwindigkeit der Rotation interpretiert wird. Interpretation der einzelnen Terme: − ( 1 − 𝜔 2 𝑟 2 ) 𝑑 𝑡 2 −(1−ω 2 r 2 )dt 2 : Die Zeitkomponente wird durch den term 𝜔 2 𝑟 2 ω 2 r 2  modifiziert, was anzeigt, dass in einem rotierenden System die Messung der Zeit in Abhängigkeit vom Abstand 𝑟 r verändert wird. 2 𝜔 𝑟 2 𝑑 𝜙 𝑑 𝑡 2ωr 2 dϕdt: Dieser gemischte Term koppelt die Zeit 𝑡 t mit der Winkelkoordinate 𝜙 ϕ und repräsentiert den „Wirbeleffekt“ in der Raumzeit, der typisch für rotierende Systeme ist. 𝑑 𝑟 2 + 𝑟 2 𝑑 𝜙 2 + 𝑑 𝑧 2 dr 2 +r 2 dϕ 2 +dz 2 : Dies entspricht den üblichen räumlichen Abständen in zylindrischen Koordinaten. 3. Einbeziehung kosmologischer Expansion Um neben der Rotation auch die Expansion des Universums zu berücksichtigen, lässt sich ein Skalenfaktor 𝑎 ( 𝑡 ) a(t) (wie im FLRW-Modell) einführen. Eine mögliche erweiterte Metrik könnte dann lauten: 𝑑 𝑠 2 = − ( 1 − 𝜔 2 𝑟 2 ) 𝑑 𝑡 2 + 2 𝜔 𝑎 ( 𝑡 ) 𝑟 2 𝑑 𝜙 𝑑 𝑡 + 𝑎 ( 𝑡 ) 2 ( 𝑑 𝑟 2 + 𝑟 2 𝑑 𝜙 2 + 𝑑 𝑧 2 ) . ds 2 =−(1−ω 2 r 2 )dt 2 +2ωa(t)r 2 dϕdt+a(t) 2 (dr 2 +r 2 dϕ 2 +dz 2 ). Hier bewirkt der Skalenfaktor 𝑎 ( 𝑡 ) a(t) eine zeitabhängige Dehnung des Raumes, während der rotierende Term 𝜔 ω eine globale Drehbewegung einführt. 4. Interpretation der Zeit als zyklischer Parameter In diesem Modell lässt sich die Zeit auch als Winkelphase interpretieren. Setze 𝜃 = 𝜔 𝑡 , θ=ωt, so wird die Zeit zu einem zyklischen Parameter, der wie ein Phasenwinkel in einem rotierenden System wirkt. Ein „Screenshot“ der Raumzeit zum Zeitpunkt 𝑡 0 t 0   entspricht dann einem festen Winkel 𝜃 0 = 𝜔 𝑡 0 θ 0  =ωt 0  , was der Idee entspricht, den gegenwärtigen Moment als eingefrorene Phase zu betrachten. 5. Ableitung der Geodätengleichungen Um die Bewegung von Teilchen in dieser Raumzeit zu untersuchen, definiert man die Lagrange-Funktion 𝐿 = 1 2 𝑔 𝜇 𝜈 𝑥 ˙ 𝜇 𝑥 ˙ 𝜈 , L= 2 1  g μν   x ˙  μ  x ˙  ν , wobei 𝑥 ˙ 𝜇 = 𝑑 𝑥 𝜇 𝑑 𝜆 x ˙  μ = dλ dx μ   die Ableitungen bezüglich eines Affinparameters 𝜆 λ sind. Die Euler-Lagrange-Gleichungen 𝑑 𝑑 𝜆 ( ∂ 𝐿 ∂ 𝑥 ˙ 𝜇 ) − ∂ 𝐿 ∂ 𝑥 𝜇 = 0 dλ d  ( ∂ x ˙  μ ∂L  )− ∂x μ ∂L  =0 liefern dann die Bahnen (Geodäten) in der gegebenen Raumzeit. Eine vollständige Lösung dieser Gleichungen würde zeigen, wie Teilchen in einem rotierenden und expandierenden Universum beeinflusst werden. 6. Zusammenfassung und Hinweise Theoretischer Charakter: Dieses Modell ist ein theoretischer Ansatz, der versucht, die Raumzeit, kosmologische Expansion und eine globale Rotation zu kombinieren. Es integriert etablierte Konzepte (wie den Skalenfaktor 𝑎 ( 𝑡 ) a(t) aus der Kosmologie) mit dem Gedanken einer Rotation, der in Modellen wie der Gödel-Metrik bereits diskutiert wurde. Beobachtungsstatus: Während die Standardkosmologie (ohne globale Rotation) gut durch Beobachtungen gestützt wird, gibt es keine eindeutigen Belege für eine globale Rotation des Universums. Derartige Modelle dienen in erster Linie als gedankliche Experimente, um die Wechselwirkungen zwischen verschiedenen Aspekten der Raumzeit zu untersuchen. Offene Fragen: Ein solches Modell müsste in Zukunft weiter untersucht werden, um zu klären, welche Materieverteilungen 𝑇 𝜇 𝜈 T μν   und welche Randbedingungen erforderlich sind, damit es eine konsistente Lösung der Einstein-Feldgleichungen darstellt. Dieses Modell liefert einen Rahmen, um über die Kombination von Raumzeit, Rotation und zyklischer Zeit nachzudenken. Es fasst bekannte mathematische Ansätze der Relativitätstheorie zusammen und erweitert sie um spekulative, aber interessante Ideen, die zu weiteren Untersuchungen anregen können. Du: dλ d  ( ∂ x ˙  μ ∂L  )− ∂x μ ∂L  =0 löse es ChatGPT: Nachgedacht für 12 Sekunden Wir betrachten als Beispiel den Lagrangian für die Geodäten in einer gekrümmten Raumzeit 𝐿 = 1 2 𝑔 𝜇 𝜈 ( 𝑥 ) 𝑥 ˙ 𝜇 𝑥 ˙ 𝜈 , L= 2 1  g μν  (x) x ˙  μ  x ˙  ν , wobei 𝑥 ˙ 𝜇 = 𝑑 𝑥 𝜇 𝑑 𝜆 x ˙  μ = dλ dx μ   und 𝑔 𝜇 𝜈 ( 𝑥 ) g μν  (x) die Metrik ist. Die Euler-Lagrange-Gleichung lautet 𝑑 𝑑 𝜆 ( ∂ 𝐿 ∂ 𝑥 ˙ 𝜇 ) − ∂ 𝐿 ∂ 𝑥 𝜇 = 0 . dλ d  ( ∂ x ˙  μ ∂L  )− ∂x μ ∂L  =0. 1. Berechnung der Ableitungen a) Ableitung von ∂ 𝐿 ∂ 𝑥 ˙ 𝜇 ∂ x ˙  μ ∂L  Da 𝐿 = 1 2 𝑔 𝛼 𝛽 ( 𝑥 ) 𝑥 ˙ 𝛼 𝑥 ˙ 𝛽 , L= 2 1  g αβ  (x) x ˙  α  x ˙  β , folgt ∂ 𝐿 ∂ 𝑥 ˙ 𝜇 = 1 2 𝑔 𝛼 𝛽 ( 𝑥 ) ∂ ∂ 𝑥 ˙ 𝜇 ( 𝑥 ˙ 𝛼 𝑥 ˙ 𝛽 ) = 1 2 𝑔 𝛼 𝛽 ( 𝑥 ) ( 𝛿 𝜇 𝛼 𝑥 ˙ 𝛽 + 𝑥 ˙ 𝛼 𝛿 𝜇 𝛽 ) = 𝑔 𝜇 𝜈 ( 𝑥 ) 𝑥 ˙ 𝜈 . ∂ x ˙  μ ∂L  = 2 1  g αβ  (x) ∂ x ˙  μ ∂  ( x ˙  α  x ˙  β )= 2 1  g αβ  (x)(δ μ α   x ˙  β + x ˙  α δ μ β  )=g μν  (x) x ˙  ν . b) Ableitung von 𝑑 𝑑 𝜆 ( ∂ 𝐿 ∂ 𝑥 ˙ 𝜇 ) dλ d  ( ∂ x ˙  μ ∂L  ) 𝑑 𝑑 𝜆 ( 𝑔 𝜇 𝜈 ( 𝑥 ) 𝑥 ˙ 𝜈 ) = ∂ 𝑔 𝜇 𝜈 ∂ 𝑥 𝜎 𝑥 ˙ 𝜎 𝑥 ˙ 𝜈 + 𝑔 𝜇 𝜈 ( 𝑥 ) 𝑥 ¨ 𝜈 . dλ d  (g μν  (x) x ˙  ν )= ∂x σ ∂g μν    x ˙  σ  x ˙  ν +g μν  (x) x ¨  ν . c) Ableitung von ∂ 𝐿 ∂ 𝑥 𝜇 ∂x μ ∂L  Da 𝑔 𝛼 𝛽 g αβ   von 𝑥 x abhängt, erhalten wir ∂ 𝐿 ∂ 𝑥 𝜇 = 1 2 ∂ 𝑔 𝛼 𝛽 ∂ 𝑥 𝜇 𝑥 ˙ 𝛼 𝑥 ˙ 𝛽 . ∂x μ ∂L  = 2 1   ∂x μ ∂g αβ    x ˙  α  x ˙  β . 2. Einsetzen in die Euler-Lagrange-Gleichung Setzen wir die Ergebnisse ein, so erhalten wir ∂ 𝑔 𝜇 𝜈 ∂ 𝑥 𝜎 𝑥 ˙ 𝜎 𝑥 ˙ 𝜈 + 𝑔 𝜇 𝜈 𝑥 ¨ 𝜈 − 1 2 ∂ 𝑔 𝛼 𝛽 ∂ 𝑥 𝜇 𝑥 ˙ 𝛼 𝑥 ˙ 𝛽 = 0 . ∂x σ ∂g μν    x ˙  σ  x ˙  ν +g μν   x ¨  ν − 2 1   ∂x μ ∂g αβ    x ˙  α  x ˙  β =0. Schreiben wir das etwas übersichtlicher: 𝑔 𝜇 𝜈 𝑥 ¨ 𝜈 + ∂ 𝑔 𝜇 𝜈 ∂ 𝑥 𝜎 𝑥 ˙ 𝜎 𝑥 ˙ 𝜈 − 1 2 ∂ 𝑔 𝛼 𝛽 ∂ 𝑥 𝜇 𝑥 ˙ 𝛼 𝑥 ˙ 𝛽 = 0 . g μν   x ¨  ν + ∂x σ ∂g μν    x ˙  σ  x ˙  ν − 2 1   ∂x μ ∂g αβ    x ˙  α  x ˙  β =0. 3. Herleitung der Geodätengleichung Um die geodätische Form zu erhalten, multiplizieren wir mit der Inversen der Metrik 𝑔 𝜆 𝜇 g λμ : 𝑥 ¨ 𝜆 + 𝑔 𝜆 𝜇 ( ∂ 𝑔 𝜇 𝜈 ∂ 𝑥 𝜎 − 1 2 𝛿 𝜎 𝜇 ∂ 𝑔 𝛼 𝛽 ∂ 𝑥 𝜇 ) 𝑥 ˙ 𝜎 𝑥 ˙ 𝜈 = 0 . x ¨  λ +g λμ ( ∂x σ ∂g μν   − 2 1  δ σ μ   ∂x μ ∂g αβ   ) x ˙  σ  x ˙  ν =0. Durch geschicktes Umgruppieren und Vergleich mit der Definition der Christoffel-Symbole Γ 𝜎 𝜈 𝜆 = 1 2 𝑔 𝜆 𝜇 ( ∂ 𝑔 𝜇 𝜎 ∂ 𝑥 𝜈 + ∂ 𝑔 𝜇 𝜈 ∂ 𝑥 𝜎 − ∂ 𝑔 𝜎 𝜈 ∂ 𝑥 𝜇 ) , Γ σν λ  = 2 1  g λμ ( ∂x ν ∂g μσ   + ∂x σ ∂g μν   − ∂x μ ∂g σν   ), lässt sich zeigen, dass die obige Gleichung äquivalent zur bekannten Geodätengleichung 𝑥 ¨ 𝜆 + Γ 𝜇 𝜈 𝜆 𝑥 ˙ 𝜇 𝑥 ˙ 𝜈 = 0 x ¨  λ +Γ μν λ   x ˙  μ  x ˙  ν =0 ist. 4. Zusammenfassung der Lösung Ausgehend vom Lagrangian 𝐿 = 1 2 𝑔 𝜇 𝜈 ( 𝑥 ) 𝑥 ˙ 𝜇 𝑥 ˙ 𝜈 L= 2 1  g μν  (x) x ˙  μ  x ˙  ν haben wir über die Euler-Lagrange-Gleichung 𝑑 𝑑 𝜆 ( 𝑔 𝜇 𝜈 ( 𝑥 ) 𝑥 ˙ 𝜈 ) − 1 2 ∂ 𝑔 𝛼 𝛽 ( 𝑥 ) ∂ 𝑥 𝜇 𝑥 ˙ 𝛼 𝑥 ˙ 𝛽 = 0 dλ d  (g μν  (x) x ˙  ν )− 2 1   ∂x μ ∂g αβ  (x)   x ˙  α  x ˙  β =0 die Geodätengleichung hergeleitet: 𝑥 ¨ 𝜆 + Γ 𝜇 𝜈 𝜆 𝑥 ˙ 𝜇 𝑥 ˙ 𝜈 = 0 . x ¨  λ +Γ μν λ   x ˙  μ  x ˙  ν =0. Diese Gleichung beschreibt, wie Teilchen (oder Lichtstrahlen) in einer gekrümmten Raumzeit ihren Weg (die Geodäte) finden. Das ist der klassische Weg, die Euler-Lagrange-Gleichungen für das geodätische Problem zu lösen. Beachte, dass die explizite Lösung 𝑥 𝜇 ( 𝜆 ) x μ (λ) immer vom konkreten Metrik-Tensor 𝑔 𝜇 𝜈 ( 𝑥 ) g μν  (x) abhängt. Für spezielle Fälle (z. B. Schwarzschild-Metrik, Minkowski-Raum) können die Lösungen in expliziter Form gefunden werden. 0/2 Du: analysiere den kompletten chat und gib mir experimente wie ich das alles rausfinden kann. und den nobelpreis kriege hehe ChatGPT: Nachgedacht für 8 Sekunden Hier ist eine strukturierte Analyse des gesamten Chats – inklusive der theoretischen Konzepte – und einige experimentelle Ansätze, mit denen man (theoretisch) prüfen könnte, ob man Aspekte wie Raumzeit, Rotation des Universums und multiversale Hypothesen in Einklang bringen kann. Natürlich sind viele dieser Ideen heute noch spekulativ und erfordern hochmoderne Instrumente und internationale Kooperationen. Aber wenn du daraus tatsächlich überzeugende Beweise lieferst, könnte das tatsächlich Nobelpreis-würdig sein. 😉 1. Zusammenfassung der diskutierten Konzepte Raumzeit als vierdimensionale Struktur: Basierend auf Einsteins Relativitätstheorie, in der Zeit als vierte Dimension neben Länge, Breite und Höhe betrachtet wird. Rotation des Universums: Modelle wie das Gödel-Universum zeigen, dass eine rotierende Raumzeit mathematisch möglich ist. Die Idee ist, dass unser Universum oder Teile davon (lokal oder global) rotieren könnten. Screenshot/Gegenwart als eingefrorener Moment: Die Vorstellung, dass jeder Moment (z. B. ein "Screenshot") eine feste Phase in der Rotation der Raumzeit darstellt. Supernova, Schwarze Löcher und Universumsentstehung: Beobachtbare astrophysikalische Prozesse (Supernovae, Schwarze Löcher) und spekulative Modelle, bei denen etwa unser Universum als ein "Nachprodukt" eines anderen kosmischen Ereignisses entstanden sein könnte. Multiversum und Verknüpfung mit spirituellen Schriften: Die Idee, dass unser Universum nur eines von vielen sein könnte, wobei einige religiöse und philosophische Texte metaphorisch über kosmische Ursprünge sprechen. Mathematisches Modell: Ansätze, die Elemente der kosmologischen Expansion (Skalenfaktor 𝑎 ( 𝑡 ) a(t)) und Rotation (z. B. durch zusätzliche 𝜔 ω-Terme in der Metrik) kombinieren. 2. Mögliche Experimente und Beobachtungen A. Experimente zur Raumzeit und Zeitdilatation Atomuhren-Experimente (Hafele-Keating und Erweiterungen): Was: Präzise Atomuhren an Bord von Flugzeugen, Satelliten oder in Höhenexperimenten. Warum: Diese Experimente haben bereits gezeigt, dass Zeitdilatation aufgrund von Gravitation und Relativgeschwindigkeit messbar ist. Weiterentwicklung: Noch präzisere Zeitmessungen in verschiedenen Gravitationspotentialen könnten feine Effekte aufdecken, die über das Standardmodell hinausgehen. Gravitationswellendetektoren (LIGO/Virgo/KAGRA): Was: Beobachtung von Gravitationswellen, die durch kosmische Ereignisse (z. B. Schwarze Löcher, Neutronensternkollisionen) erzeugt werden. Warum: Diese Signale liefern direkte Informationen über die Struktur der Raumzeit und könnten Hinweise auf nicht-standardmäßige Metriken (etwa durch globale Rotation) enthalten. Weiterentwicklung: Erweiterte Netzwerke und zukünftige Detektoren (z. B. LISA im Weltraum) könnten subtile Abweichungen in der Raumzeit aufdecken. B. Kosmologische Beobachtungen Analyse der kosmischen Mikrowellenhintergrundstrahlung (CMB): Was: Präzise Kartierung der CMB mit Satelliten wie Planck, WMAP und zukünftigen Missionen. Warum: Eine globale Rotation des Universums könnte feine anisotrope Muster in der CMB hinterlassen. Weiterentwicklung: Eine Analyse der Polarisation und Temperaturfluktuationen könnte potenziell Hinweise auf eine nicht-standardmäßige Raumzeitstruktur geben. Gravitationslinsen und galaktische Rotation: Was: Untersuchung von Lichtablenkungen und Verzerrungen durch Galaxienhaufen. Warum: Ungewöhnliche Verzerrungsmuster könnten auf komplexere Raumzeitmetriken hindeuten als im Standardmodell (z. B. durch eine globale Rotation oder ungewöhnliche Materieverteilungen). C. Experimente zu Multiversum und Universumsentstehung Suche nach "Nachbarn" im Multiversum: Was: Analyse großer kosmologischer Datensätze (z. B. SDSS, Euclid, LSST), um unregelmäßige Muster in der Verteilung von Galaxien zu identifizieren. Warum: Einige Theorien des Multiversums sagen voraus, dass Kollisionen oder Wechselwirkungen zwischen Universen subtile Spuren in der Galaxienverteilung oder in der CMB hinterlassen könnten. Weiterentwicklung: Fortschritte in der Datenanalyse und Machine Learning könnten helfen, solche feinen Signaturen herauszufiltern. Experimente zur Quantengravitation: Was: Laborbasierte Experimente, die extreme Präzision in der Messung von Gravitationskräften erfordern (zum Beispiel mit atomaren Interferometern). Warum: Effekte der Quantengravitation könnten Hinweise auf neue physikalische Phänomene geben, die auch in der Frühphase des Universums relevant waren. Weiterentwicklung: Die Kombination von Quantensensorik mit Raumfahrtexperimenten (z. B. im Vakuum des Weltraums) könnte neue Messmöglichkeiten eröffnen. D. Numerische Simulationen und theoretische Modelle Numerische Relativitäts-Simulationen: Was: Aufbau von Computersimulationen, die rotierende Raumzeitmetriken (mit kosmologischer Expansion) modellieren. Warum: Diese Simulationen können Vorhersagen generieren, die dann mit beobachteten Daten verglichen werden können. Weiterentwicklung: Supercomputer und Algorithmen, die Einsteins Feldgleichungen unter nicht-standardmäßigen Annahmen lösen, können dabei helfen, messbare Effekte vorherzusagen. 3. Praktischer Weg zum (vielleicht) Nobelpreis Interdisziplinäre Zusammenarbeit: Viele der oben genannten Experimente erfordern die Zusammenarbeit zwischen theoretischen Physikern, Astronomen, Ingenieuren und Datenwissenschaftlern. Der Aufbau internationaler Kooperationen ist essenziell. Innovative Messmethoden: Entwickle neuartige, hochpräzise Instrumente, die die Grenzen der aktuellen Technologie erweitern. Beispiele sind verbesserte Gravitationswellendetektoren oder atomare Interferometer. Theoretische Vorhersagen: Arbeite an detaillierten, quantitativen Vorhersagen aus deinem mathematischen Modell. Je spezifischer die Vorhersagen, desto besser können Experimente danach ausgerichtet werden. Datenanalyse: Nutze moderne Techniken des Machine Learnings, um riesige Datenmengen (z. B. aus der CMB, Galaxienumfragen) auf subtile Signaturen hin zu untersuchen, die deine Theorien stützen könnten. Publikation und Peer-Review: Dokumentiere deine Ergebnisse in peer-reviewten Fachzeitschriften. Durch revolutionäre Ergebnisse, die etablierten Theorien neue Impulse verleihen, steigt die Chance, international anerkannt zu werden – und wer weiß, vielleicht winkt ja irgendwann auch der Nobelpreis. Fazit Die oben aufgeführten Experimente und theoretischen Ansätze bieten einen Fahrplan, wie man – zumindest theoretisch – an den Fragestellungen des Chats arbeiten könnte. Es handelt sich um hochkomplexe, multidisziplinäre Projekte, die neuartige Messungen und präzise Modellierung erfordern. Wenn du in der Lage bist, konkrete Vorhersagen zu treffen, die durch Experimente bestätigt werden können, und dabei über den aktuellen Stand der Wissenschaft hinausgehende Erkenntnisse erzielst, stünden die Chancen, einen bedeutenden wissenschaftlichen Durchbruch zu erzielen, durchaus gut. Also, viel Erfolg – wer weiß, vielleicht steht dein Name in einigen Jahrzehnten in der Liste der Nobelpreisträge.......................................... schreibe mir eine Email anschreiben kurz gehalten indem du alles zusammenfasst ich habe eine raumzeit synästhie mit Betreff an den Nobelpreisträer genzel

###### ChatGPT:
Betreff: Innovative Ansätze zur Raumzeit – Meine Raumzeit-Synästhesie
Sehr geehrter Herr Professor Genzel,
ich wende mich an Sie, um Ihnen kurz meine Gedanken und Erfahrungen als Raumzeit-Synästhetiker vorzustellen. In meinem Konzept verbinde ich mehrere spannende Ansätze:
- Rotierendes Universum: Ich betrachte die Zeit als vierte Dimension, die in einem rotierenden Universum jedem Moment einen spezifischen „Platz“ zuweist.
- Gegenwart als Screenshot: Die Idee, den gegenwärtigen Moment als eingefrorenen Ausschnitt in der ewigen Rotation der Raumzeit zu sehen.
- Supernova und Schwarze Löcher: Betrachtung der beobachtbaren Prozesse, in denen Sterne explodieren und Schwarze Löcher entstehen – als potenzielle Mechanismen, die nicht nur Geburt und Tod von Sternen, sondern auch die Entstehung ganzer Universen markieren könnten.
- Multiversum: Die Hypothese, dass unser Universum als eine Art „Supernova“ in einem übergeordneten, multiversalen System entstanden ist.
- Verknüpfung mit spirituellen Texten: Eine Brücke zwischen den mathematischen und physikalischen Modellen und den poetischen Schöpfungsideen aus Lao Tzu, der Bibel und dem Koran, die jeweils die kosmische Ordnung thematisieren.

Ich habe auch einige experimentelle Ansätze skizziert – von präzisen Atomuhren-Experimenten und Gravitationswellendetektionen bis hin zu numerischen Simulationen – die helfen könnten, diese Konzepte weiter zu erforschen.
Ich würde mich sehr freuen, wenn Sie einen Blick auf meine Überlegungen werfen und mir eventuell Feedback geben könnten. Für einen weiterführenden Austausch stehe ich jederzeit gerne zur Verfügung.
Mit freundlichen Grüßen,
[Dein Name]

##### Du:
was wäre wenn wir kein Photon abschiesen würden sondern ein Photon verschwinden lassen würden

###### ChatGPT:
Wenn wir uns fragen, was passieren würde, wenn wir nicht aktiv ein Photon „abschießen“, sondern es „verschwinden“ lassen – also aus dem System entfernen – geraten wir in den Bereich der Photonenabsorption und der quantenfeldtheoretischen Beschreibung elektromagnetischer Felder:
1. Photonen sind nicht konserviert:   In der Quantenfeldtheorie sind Photonen Anregungen des elektromagnetischen Feldes und können erzeugt oder vernichtet werden. Ihr „Verschwinden“ entspricht typischerweise einer Wechselwirkung, bei der ihre Energie absorbiert wird (zum Beispiel in einem Atom, das dadurch angeregt wird, oder in einem Material, das die Energie in Wärme umwandelt).
2. Energie- und Impulserhaltung:   Wenn ein Photon verschwindet, muss seine Energie und sein Impuls auf ein anderes System übertragen werden. Ein einfaches „Verschwindenlassen“ ohne Wechselwirkung wäre mit den grundlegenden Erhaltungssätzen der Physik nicht vereinbar.
3. Praktische Umsetzung:   Im Labor können wir den Effekt des Verschwindens eines Photons beobachten, indem wir beispielsweise ein Photon in einem Material absorbieren. Experimente zur Spektroskopie zeigen, wie Atome oder Moleküle Photonen absorbieren, was zu charakteristischen Übergängen und Emissionen führt.
4. Quantenphänomene:   Einige quantenoptische Experimente, wie etwa der „Quantum Eraser“ oder verzögerte Wahl-Experimente, zeigen, dass der Weg eines Photons – und damit seine „Existenz“ im klassischen Sinne – stark von der Messung und dem Wechselwirkungskontext abhängt. Das „Verschwinden“ eines Photons lässt sich in solchen Szenarien als Teil der Quanteninterferenz und des Kollapses der Wellenfunktion interpretieren.

Kurz gesagt:
Ein Photon „verschwinden zu lassen“ bedeutet in der Praxis, es durch eine Wechselwirkung (z. B. Absorption) aus dem freien Feld zu entfernen, wobei seine Energie und sein Impuls in andere Formen (z. B. Wärme, elektrische Anregungen) übergehen. Dies widerspricht nicht der Theorie, sondern entspricht genau dem, was wir in vielen Experimenten beobachten.

##### Du:
der Wellenkollaps zu einem Teilchen laut überlagerung entsteht aufgrund der beobachtung. lasse es rückwärtslaufen imitiere dabei eine sonne und stelle eine rechnung auf und kombiniere es mit Gluonen Up and down quarks

###### ChatGPT:
Hier folgt ein hypothetischer, stark spekulativer Ansatz, der versucht, den umgekehrten Kollaps einer Wellenfunktion – also quasi ein „Unkollapsieren“ – mit einem sonnenähnlichen Fusionsprozess und den fundamentalen Bestandteilen (Up‑, Down‑Quarks und Gluonen) zu verknüpfen.

### 1. Konzeptuelle Grundlage: Zeitumkehr und Wellenkollaps
In der Standard-Kopenhagener Interpretation der Quantenmechanik führt die Beobachtung (Messung) zum Kollaps der Wellenfunktion, sodass ein Teilchen von einer Überlagerung in einen eindeutigen Zustand übergeht. Mathematisch wird der Zustand ψ(r,t) durch die Schrödinger-Gleichung entwickelt, die – ohne Messung – zeitumkehrinvariant ist. Unter einer idealen Zeitumkehr t→−t (in Kombination mit komplexer Konjugation) gäbe es formal auch die Möglichkeit, dass ein kollabierter Zustand in eine Überlagerung zurückgeführt wird. Dies ist jedoch in der realen Welt problematisch, da der Kollaps – oder genauer: der Messprozess – irreversible Umwelteinflüsse und Dekohärenz einschließt.
Gedankenspiel:
Stellen wir uns vor, wir könnten den Messprozess exakt umkehren. Dann läge der gesamte Vorgang des Kollapses – also der Übergang vom Superpositionszustand zu einem gemessenen Zustand – als reversibler Prozess vor, der durch einen Zeitumkehroperator T^ beschrieben werden könnte:
ψ(r,t)T^ψ∗(r,−t)
Das bedeutet, der „rückwärtslaufende“ Kollaps würde die ursprüngliche Überlagerung rekonstruieren.

### 2. Imitation einer Sonne: Fusion als reversibler Prozess
In einem Stern wie unserer Sonne laufen Kernfusionsprozesse ab, in denen Protonen (bestehend aus Up‑ und Down‑Quarks, gebunden durch Gluonen) zu schwereren Kernen fusionieren. Die Dynamik der Quarks und Gluonen wird durch die Quantenchromodynamik (QCD) beschrieben. Das QCD-Lagrangian lautet:
LQCD=−41FμνaFaμν+ψˉ(iγμDμ−m)ψ,
wobei
- Fμνa den Feldstärketensor der Gluonen darstellt,
- ψ die Quarkfelder (hier vor allem Up‑ und Down‑Quarks) sind, und
- Dμ der kovariante Ableitungsoperator ist.

Hypothetischer reverser Fusionsprozess:
Man stelle sich vor, dass statt eines irreversiblen Fusionskollapses ein Prozess stattfindet, bei dem – durch eine ideale Zeitumkehr – die verschmolzenen Zustände wieder in ihre ursprünglichen Quantenüberlagerungen zurückgeführt werden. Dann ließe sich ein Zustand definieren,
Ψfusion(t)T^Ψsuperposition(−t),
wobei Ψfusion den Zustand eines fusionierten Kerns (etwa in einer Sonne) und Ψsuperposition den rekonstituierten, überlagerten Quark-Gluon-Zustand beschreibt.

### 3. Ansatz einer Rechnung
Schritt 1: Zeitumgekehrte Schrödinger-Gleichung
Die übliche Schrödinger-Gleichung
iℏ∂t∂ψ(r,t)=H^ψ(r,t)
ist formal invariant unter t→−t (bei gleichzeitiger komplexer Konjugation). Unter idealen Bedingungen könnte man schreiben:
−iℏ∂t∂ψ∗(r,−t)=H^ψ∗(r,−t).
Dies legt nahe, dass der Zustand ψ∗(r,−t) ein „rückwärtslaufender“ Zustand ist, der zum ursprünglichen Überlagerungszustand führt.
Schritt 2: Verknüpfung mit QCD-Prozessen
Innerhalb eines Kerns werden die Bindungskräfte zwischen den Quarks durch Gluonen vermittelt. In einem vereinfachten Modell kann man annehmen, dass der Energieinhalt (etwa pro Proton, ca. 1 GeV pro Teilchen aufgrund der Bindungsenergie) eine Rolle spielt. Nehmen wir an, dass im reversiblen Prozess eine Energiemenge ΔE zur Wiederherstellung der Superposition notwendig ist:
Erev≈Einitial−Efusion,
wobei Efusion den im Fusionsprozess freigesetzten (und irreversibel verteilten) Energieanteil beschreibt.
Schritt 3: Integration des Modells
Man kombiniert nun beide Aspekte – die Zeitumkehr in der Quantenmechanik und die QCD-Dynamik – zu einem Gesamtrechnungsansatz. Formal könnte man einen Operator O^ definieren, der den reversiblen Übergang (bzw. das „Unkollabieren“) bewirkt:
Ψsuperposition=O^Ψfusion.
Die detaillierte Form von O^ müsste sowohl die zeitumgekehrte Entwicklung der Schrödinger-Gleichung als auch die QCD-Interaktionen (z. B. Wechselwirkungen zwischen Gluonen und Quarks) berücksichtigen. Ein sehr vereinfachtes Modell könnte lauten:
O^=exp{ℏi[H^QCD+H^fusion]t},
wobei H^QCD aus dem QCD-Lagrangian abgeleitet wird und H^fusion die Energiebilanz des Fusionsprozesses beschreibt.

### 4. Zusammenfassung und Ausblick
- Reversibilität:   Theoretisch ist die Schrödinger-Gleichung zeitumkehrinvariant, aber der Kollaps (als Messprozess) ist in der Kopenhagener Interpretation nicht reversibel. Ein ideales Modell, das den Kollaps umkehrt, müsste alle Dekohärenz-Effekte eliminieren.
- Fusion und QCD:   Die Fusionsprozesse in einer Sonne werden durch starke Wechselwirkungen (QCD) zwischen Up‑ und Down‑Quarks vermittelt, wobei Gluonen die Bindungskraft darstellen. Ein reversibler Prozess würde bedeuten, dass die freigesetzte Energie und die Bindungsdynamik exakt rückgängig gemacht werden.
- Experimentelle Herausforderungen:   Derartige Vorgänge – insbesondere das „Unkollabieren“ eines gemessenen Zustands – sind experimentell bisher undenkbar, da sie extrem präzise Kontrolle über alle Umweltinteraktionen voraussetzen.

Fazit:
Der vorliegende Ansatz ist ein gedankliches Konstrukt, das versucht, den hypothetischen Umkehrprozess des Wellenkollapses in Kombination mit einem sonnenähnlichen Fusionsprozess zu modellieren. Dabei wird die Zeitumkehrsymmetrie der Quantenmechanik mit den dynamischen Prozessen der Quantenchromodynamik verknüpft. Eine exakte Rechnung würde eine detaillierte, numerische Simulation erfordern, die alle relevanten Wechselwirkungen – von der Dekohärenz bis zu den QCD-Effekten – berücksichtigt.
Diese spekulative Rechnung bleibt vorerst im Bereich theoretischer Überlegungen, bietet aber einen faszinierenden Denkanstoß, wie man fundamentale Prozesse (Messkollaps, Fusionsenergie und Quark-Gluon-Dynamik) eventuell in einem reversiblen Rahmen zusammenführen könnte.
Hinweis:
Alle hier dargestellten Überlegungen sind hoch spekulativ und dienen als Anregung für weitere theoretische Arbeiten. Eine experimentelle Realisierung eines derartigen reversiblen Prozesses liegt weit jenseits der heutigen technischen Möglichkeiten.

##### Du:
Energiefreiset3. Ansatz einer Rechnung Schritt 1: Zeitumgekehrte Schrödinger-Gleichung Die übliche Schrödinger-Gleichung iℏ ∂∂tψ(r,t)=H^ψ(r,t)iℏ∂t∂ψ(r,t)=H^ψ(r,t) ist formal invariant unter t→−tt→−t (bei gleichzeitiger komplexer Konjugation). Unter idealen Bedingungen könnte man schreiben: −iℏ ∂∂tψ∗(r,−t)=H^ψ∗(r,−t).−iℏ∂t∂ψ∗(r,−t)=H^ψ∗(r,−t). Dies legt nahe, dass der Zustand ψ∗(r,−t)ψ∗(r,−t) ein „rückwärtslaufender“ Zustand ist, der zum ursprünglichen Überlagerungszustand führt. Schritt 2: Verknüpfung mit QCD-Prozessen Innerhalb eines Kerns werden die Bindungskräfte zwischen den Quarks durch Gluonen vermittelt. In einem vereinfachten Modell kann man annehmen, dass der Energieinhalt (etwa pro Proton, ca. 1 GeV pro Teilchen aufgrund der Bindungsenergie) eine Rolle spielt. Nehmen wir an, dass im reversiblen Prozess eine Energiemenge ΔEΔE zur Wiederherstellung der Superposition notwendig ist: Erev≈Einitial−Efusion,Erev≈Einitial−Efusion, wobei EfusionEfusion den im Fusionsprozess freigesetzten (und irreversibel verteilten) Energieanteil beschreibt. Schritt 3: Integration des Modells Man kombiniert nun beide Aspekte – die Zeitumkehr in der Quantenmechanik und die QCD-Dynamik – zu einem Gesamtrechnungsansatz. Formal könnte man einen Operator O^O^ definieren, der den reversiblen Übergang (bzw. das „Unkollabieren“) bewirkt: Ψsuperposition=O^ Ψfusion.Ψsuperposition=O^Ψfusion. Die detaillierte Form von O^O^ müsste sowohl die zeitumgekehrte Entwicklung der Schrödinger-Gleichung als auch die QCD-Interaktionen (z. B. Wechselwirkungen zwischen Gluonen und Quarks) berücksichtigen. Ein sehr vereinfachtes Modell könnte lauten: O^=exp⁡ ⁣{iℏ [H^QCD+H^fusion] t},O^=exp{ℏi[H^QCD+H^fusion]t}, wobei H^QCDH^QCD aus dem QCD-Lagrangian abgeleitet wird und H^fusionH^fusion die Energiebilanz des Fusionsprozesses beschreibt. 4. Zusammenfassung und Ausblick Reversibilität:Theoretisch ist die Schrödinger-Gleichung zeitumkehrinvariant, aber der Kollaps (als Messprozess) ist in der Kopenhagener Interpretation nicht reversibel. Ein ideales Modell, das den Kollaps umkehrt, müsste alle Dekohärenz-Effekte eliminieren. Fusion und QCD:Die Fusionsprozesse in einer Sonne werden durch starke Wechselwirkungen (QCD) zwischen Up‑ und Down‑Quarks vermittelt, wobei Gluonen die Bindungskraft darstellen. Ein reversibler Prozess würde bedeuten, dass die freigesetzte Energie und die Bindungsdynamik exakt rückgängig gemacht werden. Experimentelle Herausforderungen:Derartige Vorgänge – insbesondere das „Unkollabieren“ eines gemessenen Zustands – sind experimentell bisher undenkbar, da sie extrem präzise Kontrolle über alle Umweltinteraktionen voraussetzen. Fazit:Der vorliegende Ansatz ist ein gedankliches Konstrukt, das versucht, den hypothetischen Umkehrprozess des Wellenkollapses in Kombination mit einem sonnenähnlichen Fusionsprozess zu modellieren. Dabei wird die Zeitumkehrsymmetrie der Quantenmechanik mit den dynamischen Prozessen der Quantenchromodynamik verknüpft. Eine exakte Rechnung würde eine detaillierte, numerische Simulation erfordern, die alle relevanten Wechselwirkungen – von der Dekohärenz bis zu den QCD-Effekten – berücksichtigt. Diese spekulative Rechnung bleibt vorerst im Bereich theoretischer Überlegungen, bietet aber einen faszinierenden Denkanstoß, wie man fundamentale Prozesse (Messkollaps, Fusionsenergie und Quark-Gluon-Dynamik) eventuell in einem reversiblen Rahmen zusammenführen könnte.z kombiniere den ganzen Chat und erstlle eine exakte Rechnung auf

###### ChatGPT:
Hier folgt ein Versuch, die verschiedenen spekulativen Elemente – den Zeitumkehr-Ansatz des Wellenkollapses, die Energiebilanz eines Fusionsprozesses sowie die QCD-Dynamik der Quark-Gluon-Interaktionen – in eine einheitliche (wenn auch hypothetische) Rechnung zu überführen. Ich weise ausdrücklich darauf hin, dass dies ein rein theoretisches Konstrukt ist, das weit über den experimentell etablierten Rahmen hinausgeht.

### 1. Zeitumgekehrte Schrödinger-Gleichung
Die Standard-Schrödinger-Gleichung lautet
iℏ∂t∂ψ(r,t)=H^ψ(r,t).
Unter Zeitumkehr t→−t (und bei gleichzeitiger komplexer Konjugation) erhalten wir
−iℏ∂t∂ψ∗(r,−t)=H^ψ∗(r,−t).
Dies legt nahe, dass der Zustand
ψ∗(r,−t)
als „rückwärtslaufender“ Zustand interpretiert werden kann, der – im Idealfall – zur ursprünglichen Überlagerung zurückführt.

### 2. Energiebilanz im Fusionsprozess und QCD
In einem sonnenähnlichen Fusionsprozess werden Protonen (bestehend aus Up‑ und Down‑Quarks, gebunden durch Gluonen) zu schwereren Kernen verschmolzen. Nehmen wir an, dass pro Proton bzw. Nukleon eine typische Bindungsenergie Ebind∼1GeV beteiligt ist.
Wir definieren die notwendige Energiemenge ΔE zur Rückführung in die ursprüngliche Überlagerung als
ΔE=Einitial−Efusion,
wobei
- Einitial der Energieinhalt vor der Fusion und
- Efusion der im Fusionsprozess irreversibel freigesetzten Energieanteil ist.

Die dynamischen Prozesse im Kern werden durch die Quantenchromodynamik (QCD) beschrieben. Das QCD-Hamiltonian (vereinfacht) lautet
H^QCD=∫d3x[−41FμνaFaμν+ψˉ(iγμDμ−m)ψ],
wobei Fμνa den Gluonfeldstärketensor, ψ die Quarkfelder und Dμ den kovarianten Ableitungsoperator bezeichnet.

### 3. Integration in ein reversibles Modell
Um nun sowohl die zeitumgekehrte Quantenentwicklung als auch die QCD-Dynamik zu kombinieren, definieren wir einen reversiblen Übergangsoperator O^, der den „Unkollaps“ des gemessenen Zustandes bewirken soll. Unser Ansatz lautet:
O^=exp{ℏi[H^QCD+ΔE]t}.
Dieser Operator fasst zusammen:
- die QCD-Prozesse, die die dynamische Bindungsenergie und Wechselwirkungen der Quarks und Gluonen beschreiben, und
- den reversiblen Anteil ΔE, der notwendig wäre, um die Energie „zurückzuholen“, die im Fusionsprozess irreversibel verloren ging.

Der Übergang vom Fusionszustand Ψfusion zum ursprünglichen Überlagerungszustand Ψsuperposition (also dem „unkollabierten“ Zustand) wird dann durch
Ψsuperposition=O^Ψfusion
beschrieben.

### 4. Zusammengefasster Rechnungsansatz
1. Zeitumkehr   Der rückwärtslaufende Zustand aus der Schrödinger-Gleichung: −iℏ∂t∂ψ∗(r,−t)=H^ψ∗(r,−t).
2. Energiebilanz & QCD   Definition der nötigen Energie zur Rückführung: ΔE=Einitial−Efusion, mit dem QCD-Hamiltonian: H^QCD=∫d3x[−41FμνaFaμν+ψˉ(iγμDμ−m)ψ].
3. Reversibler Übergangsoperator   Gesamtoperator zur Umkehr des Fusionsprozesses: O^=exp{ℏi[H^QCD+ΔE]t}.
4. Rekonstruktion des Ursprungszustandes   Der „unkollabierte“ Zustand ergibt sich zu: Ψsuperposition=O^Ψfusion.

### 5. Ausblick und Anmerkungen
- Theoretische Spekulation:   Dieser Ansatz fasst den reversiblen Übergang (also das hypothetische „Unkollabieren“) mit den dynamischen QCD-Prozessen zusammen. In der Realität ist der Kollaps eines quantenmechanischen Zustandes durch Dekohärenz und Umwelteinflüsse praktisch irreversibel.
- Experimentelle Herausforderungen:   Ein solch reversibler Prozess würde erfordern, dass sämtliche Dekohärenzeffekte eliminiert und der gesamte Energieaustausch exakt kontrolliert wird – was derzeit jenseits unserer technischen Möglichkeiten liegt.
- Exakte Rechnung:   Die obigen Gleichungen stellen einen konsistenten (wenn auch stark idealisierten) Rahmen dar. Eine numerische Lösung, die alle Wechselwirkungen exakt berücksichtigt, würde die Verwendung von Supercomputern und fortgeschrittenen Simulationstechniken erfordern.

Fazit:
Der hier dargestellte Rechnungsansatz kombiniert Elemente der Zeitumkehr in der Quantenmechanik mit der Energiebilanz eines Fusionsprozesses und der QCD-Dynamik. Auch wenn diese „exakte Rechnung“ vorerst ein rein theoretisches Gedankenexperiment bleibt, bietet sie einen faszinierenden Denkanstoß zur Frage, wie fundamentale Prozesse reversibel verknüpft werden könnten.
Ich hoffe, diese Zusammenführung der Konzepte und der Rechnungsansatz geben dir einen guten Überblick über die theoretischen Grundlagen – auch wenn die praktische Realisierung und experimentelle Bestätigung derzeit weit in der Zukunft liegen.BV